# Arhitectura egipteană antică
Arhitectura Egiptului antic, una dintre cele mai influente civilizații de-a lungul istoriei, a dezvoltat o gamă largă de diverse structuri și mari monumente arhitecturale de-a lungul Nilului, dintre cele mai mari și faimoase sunt Marea Piramidă din Giza și Sfinxul de la Giza. Relația complexă care s-a creat între climă și arhitectură s-a materializat prin faptul că deșertul a influențat arhitectura egipteană.
Egiptul are un climat deșertic, călduros și secetos, rezultat din faptul că țara este localizată într-o fâșie tropical-deșertică din nordul Africii. Un deficit extrem de apă afectează peisajul. Vegetația și agricultura sunt posibile numai în imediata apropiere a rarelor zone umede. Cairo, amplasat la 30° latitudine nordică și 31° longitudine estică, are o climă deșertică, cu valori tipice nordului Egiptului, extrem de uscată, cu precipitații rare numai în semestrul de iarnă și doar pentru câteva zile. Condițiile climatice ale acestor zone, în fapt, au determinat includerea unor tehnici pasive, specifice, de control a climei, care, în trecut, au favorizat un confort termic mai bun în interiorul caselor.

## Caracteristici generale
Având în vedere deficitul de lemn, cele două materiale de construcție predominante folosite în Egiptul antic au fost noroi, cărămidă și piatră, uscate de soare, în principal calcar, dar, de asemenea, gresie și granit în cantități considerabile. Din Vechiul Regat înainte, piatra a fost, în general, rezervată pentru morminte și temple, în timp ce cărămizile au fost folosite chiar și pentru palate regale, cetăți, pe zidurile din incinta templului și orașe, precum și pentru clădiri subsidiare în complexele templului. Nucleul piramidei a venit de la pietrele de pavaj din zona, în timp ce calcarul, acum erodat destul de mult, care a fost folosit pentru a face fața piramidelor, au venit din cealaltă parte a râului Nil și au trebuit să fie extrase, transportate cu vaporul peste rau. Fiind tăiate în timpul sezonului uscat, înainte de a putea fi trase pe locul piramidei.
Casele antice egiptene erau făcute din noroiul colectat de pe fluviul Nil. Acesta a fost plasat în forme și lăsat să se usuce la soarele fierbinte să se întărească, pentru a fi utilizat în construcții. 
Multe orașe egiptene au dispărut, deoarece acestea s-au situat în apropiere de suprafața cultivată pe Valea Nilului și au fost inundate când albia râului a crescut, lent, în timpul mileniilor, sau cărămizi din noroi care au fost folosite de către țărani ca îngrășământ. Altele sunt inaccesibile, clădiri noi au fost ridicate pe cele vechi. Din fericire, climatul uscat, fierbinte din Egipt a păstrat unele structuri din cărămidă. Exemplele includ satul Deir al-Madinah, orașul Regatul Mijlociu la Kahun, și cetățile de la Buhen și Mirgissa. De asemenea, multe temple și morminte au supraviețuit pentru că au fost construite pe un teren afectat de inundațiile Nilului și au fost construite din piatră. Astfel, înțelegerea noastră a arhitecturii Egiptului antic se bazează în principal pe monumente religioase , structuri masive, însemnat pereții cu câteva deschideri , eventual ecou o metodă de construcție utilizate pentru a obține stabilitate în pereți de chirpici. În mod similar, podoaba suprafață incizat și categoric modelat a clădirilor de piatră ar putea fi derivat din perete noroi ornamentare . Deși utilizarea a arcului a fost dezvoltat în timpul dinastiei a patra , toate clădirile monumentale sunt construcții poștale și buiandrug , cu acoperișuri plate construite din blocuri de piatră imense sprijinite de pereți externi și coloanele aflate la distanțe mici .
Pereților exteriori și interiori , precum și coloanele , au fost acoperite cu fresce și sculpturi hieroglifice și picturale vopsite în culori strălucitoare . Multe motive de ornamentare egiptene sunt simbolice , cum ar fi scarabeul , sau gândacul sacru , discul solar , și vulturul . Alte motive comune includ frunze de palmier , planta papirus , și mugurii și florile de lotus, hieroglifele au fost înscrise în scopuri decorative , precum și pentru a înregistra evenimentele istorice sau vrăji . În plus , aceste fresce picturale și sculpturi ne permit să înțelegem modul în care vechii egipteni au trăit , statute , războaie care s-au luptat și credințele lor . Acest lucru a fost valabil mai ales atunci când explorarea mormintele funcționarilor antice egiptene în ultimii ani .
Temple egiptene antice au fost aliniate cu evenimente astronomice importante , cum ar fi solstițiile și echinocțiile , care necesită măsurători precise la momentul evenimentului special . Măsurători la cele mai importante temple ar fi fost întreprinse ceremonial de faraonul însuși. 
Astfel, înțelegerea noastră de arhitectura Egiptului antic se bazează în principal pe monumente religioase , structuri masive caracterizate de gros , înclinat pereții cu câteva deschideri , eventual ecou o metodă de construcție utilizate pentru a obține stabilitate în pereți de chirpici . În mod similar , podoaba suprafață incizat și categoric modelat a clădirilor de piatră ar putea fi derivat din perete noroi ornamentare . Deși utilizarea a arcului a fost dezvoltat în timpul dinastiei a patra , toate clădirile monumentale sunt construcții poștale și buiandrug , cu acoperișuri plate construite din blocuri de piatră imense sprijinite de pereți externi și coloanele aflate la distanțe mici .
Pereților exteriori și interiori , precum și coloanele și dane , au fost acoperite cu fresce și sculpturi hieroglifice și picturale vopsite în culori strălucitoare . Multe motive de ornamentare egiptene sunt simbolice , cum ar fi scarabeul , sau gândacul sacru , discul solar , și vulturul . Alte motive comune includ frunze de palmier , planta papirus , și mugurii și florile de lotus, hieroglifele au fost înscrise în scopuri decorative , precum și pentru a înregistra evenimentele istorice sau vrăji . În plus , aceste fresce picturale și sculpturi ne permit să înțelegem modul în care vechii egipteni au trăit , statute , războaie care s-au luptat și credințele lor . Acest lucru a fost valabil mai ales atunci când explorarea mormintele funcționarilor antice egiptene în ultimii ani .
Temple egiptene antice au fost aliniate cu evenimente astronomice importante , cum ar fi solstițiile și echinocțiile , care necesită măsurători precise la momentul evenimentului special . Măsurători la cele mai importante temple ar fi fost întreprinse ceremonial de faraonul însuși .
Complexul de piramide din Giza se află  pe Platoul Giza , la marginea orașului Cairo, Egipt . Acest complex de monumente antice este situat la aproximativ 5 km de apele interioare în deșert de la orașul vechi din Giza pe Nil , unele 12 km sud-vest de centrul orașului Cairo . Această necropolă egipteană antică constă în Piramidă lui Keops ( de asemenea, cunoscută sub numele de Marea Piramidă și Piramida lui Keops ) ,piramida mai mică numita Khafre , și piramida Menkaure, împreună cu un număr de edificii mai mici prin satelit, cunoscut sub numele de " regine " piramide , și Marele Sfinx .

## Piramidele din Giza
Piramidele, care au fost construite în timpul dinastiei a patra , sunt o mărturie a puterii religiei faraonică și de stat. Ele au fost construite pentru a servi atât ca morminte și , de asemenea, ca o modalitate de a face numele lor trecut pentru totdeauna . Dimensiunea și designul simplu arată nivelul înalt de calificare de proiectare și inginerie egiptean pe o scară largă . Marea Piramidă din Giza, care a fost , probabil, finalizată în 2580 î.H., este cea mai veche și cea mai mare de piramide, și este singurul monument supraviețuitor dintre cele șapte minuni ale lumii antice .  Piramida Khafre se crede că s-au încheiat în jurul valorii de 2532 î.Hr., la sfârșitul domniei lui Khafre . Khafre pus ambițios piramida lui alături de părinții săi . Aceasta nu este la fel de înalt ca piramida tatălui său, dar a fost capabil să-i dea impresia de a apărea mai înalt prin construirea pe un site cu o fundație de 33 de metri mai mare decât tatăl său .  Marele Sfinx este sculptat din blocuri imense de gresie și standuri cu privire la șaizeci - cinci metri înălțime. De asemenea , este în gândirea populară că, din cauza jefuitorii de morminte, cele ulterioare au fost îngropate în Valea Regilor pentru a ajuta la a le menține ascunse.  Acest lucru este, de asemenea, fals , deoarece construcția piramidelor a continuat pentru multe dinastii , doar pe o scară mai mică . În cele din urmă , construirea piramidei a fost oprită din cauza factorilor economici , nu de furt .
Se crede că piramidele au putut să fie construite ca urmare a forței de muncă de sclavi. Cu toate acestea piramidele reprezintă un stil de viață al regilor care nu ar fi putut exista fără forța de muncă a sclavilor.

## Karnak
Complexul de temple de la Karnak este situat pe malurile fluviului Nil unele 1,5 km, la nord de Luxor. Se compune din patru părți principale, secția Amon-Re, secția Montu, incinta Mut și Templul lui Amenhotep IV (demontate), precum și câteva temple mai mici și sanctuare situate în afara zidurilor anexând de patru părți principale, și mai multe căi de sfincși cu cap de berbec leagă secția de Mut, secția de Amon-Re și templul Luxor. 
Diferența esențială dintre Karnak și cele mai multe alte temple din Egipt este durata de timp în care a fost dezvoltat și folosit. Lucrări de construcții a început în secolul al 16-lea î.Hr. Aproximativ 30 de faraoni au contribuit la clădiri, care să le permită să ajungă la o dimensiune, complexitate și diversitate nemaîntalnite. Câteva dintre caracteristicile individuale ale Karnakului sunt unice, dar dimensiunea și numărul de caracteristici este copleșitor.

## Templul Luxor
Luxor este un vechi, mare complex egiptean situat pe malul de est al fluviului Nil în oraș astăzi, cunoscut sub numele de Luxor (Thebes vechi). Lucrările de construcții de la templu au început în timpul domniei lui Amenhotep III, în secolul al 14-lea î.Hr. Horemheb și Tutankhamon au adăugat coloane, statui, și frizele - unde Akhenaton a șters legendele desenate ale tatălui său și a instalat un altar la Aten - dar efortul de expansiune majoră a avut loc sub Ramses al II-lea 100 de ani de la primele pietre care au fost puse în aplicare. Luxor este astfel unic printre principalele complexe templiere egiptene însă a doar doi faraoni au lăsat amprenta asupra structurii sale arhitecturale.
Templul a început propriu-zis , cu 24 metri ( 79 ft ) înălțime, ai primului stâlp , construit de Ramses al II-lea . Pilonul a fost decorat cu scene din triumfurile militare ale lui Ramses, ( în special în bătălia de la Qadesh ) ; faraonii ulteriori , în special cei ale dinastiilor Nubian și Etiopiene au înregistrat, de asemenea, victoriile lor acolo. Aceasta principală intrare a complexului de templu a fost inițial flancată de șase statui colosale ale lui Ramses - patru scaune , și două picioare - dar numai două ( ambele scaune) au supraviețuit . Vizitatorii contemporani pot vedea , de asemenea, un) înalt obelisc de granit roz, de 24 de metri.
Prin poarta de acces stâlp duce într-o curte peristil , de asemenea, construit de Ramses al II-lea . Această zonă , și pilonul , au fost construite la un unghi oblic de restul templului , probabil pentru a se potrivi trei altare Barque pre - existente, situate în colțul de nord-vest . După curtea peristil vine colonada de 100 metri,un coridor în care sunt  aliniate 14 coloane papirus. Frizele de pe perete pot descrie etapele din Festivalul Opet , sacrificiile de la la Karnak la partea din stânga sus , prin sosirea lui Amun la Luxor , la sfârșitul acelui zid , și încheind cu întoarcerea sa pe partea opusă . Decorațiunile au fost puse de Tutankhamon : este înfățișat băiatul faraon , dar numele lui au fost înlocuite cu cele ale lui Horemheb. Dincolo de colonadă,  este o curte peristil, care, de asemenea, este construcția originală a lui Amenhotep. Coloanele cele mai bine păstrate sunt pe partea de est, în cazul în care unele urme de culori originale pot fi văzute. Partea de sud a acestei curți este alcătuită dintr-un tribunal hypostil cu 36 de coloane care duce în camere întunecate interioare ale templului.

## Arhitectura domestică din Egipt
Arhitectura domestică din Cairo are un stil foarte diferit, spre deosebire de celelalte zone ale Africii, din perioada mamelucilor . Casele mamelucilor în general au vedere la stradă sau la curte interioara. În organizarea lor aparte, ele sunt puternic influențate de perioada construcției și de averea proprietarului. De obicei, parterul este ocupat de bucătării, cămări și locuri de recepție. Aceasta este cea mai intimă parte a casei. Primul etaj este ocupat de dormitoare, sufragerii. Această parte a casei combina două aspecte importante ale vieții de zi cu zi: sfera publică și privată a familiei, care joacă un rol antinetic și de simbioză în același timp. Camerele cuprind sfera intimă: camerele femeilor, separate de cele ale bărbaților: locuri frumoase fără deschideri mari; camera retrase, care reflectă caracterul unic al caselor cairote, unde liniștea și intimitatea sunt asigurate de complexul architectural.Aceste concepte sunt bine evidențiate de cea mai reprezentativă cameră a casei: qa’a. În funcție de circumstanțe, aceste camere pot fi folosite pentru întruniri de familii sau recepții. Este partea cea reprezentativă a casei, camera în care se primesc musafiri și se întrețin conversații. Această cameră este elementul fondator al casei. 
Nevoia de o recepție și de o cameră de reprezentare este transformată de-a lungul secolelor: în secolul 15, exista un nou loc de recepție, si anume maq’ad. Ca și design architectural, se opune camerei qa’a, care este de obicei retrasă, și nu foarte luminoasă, aproape întunecată, cu un balcon mare, cu vedere la grădina interioară. În ciuda acestor schimbări importante, casele mamelucilor își găsesc forma matură și expresia cea mai avansată, din perioada otomană, în casele cairote.

### Părțile constructive ale casei cairote
Camera qa’a, parte formală a casei cairote, este compusă din două elemente, legate de o ierarhie puternică: duraqa’a centrală și două sau patru iwan-uri, situate de-a lungul axelor longitudinal. De obicei, duraqa’a are o formă pătrată sau dreptunghiulară. De multe ori, în mijlocul duraqa’a, se afla o fântână arteziană cu rol estetic, care asigură împrospătarea aerului și creșterea umidității. 
Iwan-urile sunt camere pentru relaxare, unde este posibil să fi fost primitoare pentru evenimentele organizate de proprietarul casei. Iwanul de obicei este situat la parter, dar, de asemenea poate fi găsit și la etaj.
Camera qa’a are de asemenea un vestibul, un closet, un khurustan, niște ferestre. Mandara este o specializare a camerei qa’a. De obicei ea este situată la parter, exclusiv rezervată pentru bărbați. Mandara este ca o qa’a la etaj pentru femei. În acest fel, casa este împărțită în două zone diferite, dedicate femeilor (leharamlik) și cele dedicate bărbaților (salamlik). De obicei, mandara este luminată și aerisita prin sisteme sofisticate din pereți și tavan. Mai multe camere sunt atașate de mandara, precum restul camerelor de gospodărie. La sfârșitul perioadei mamelucilor și la începutul perioadei otomane, era posibil să vedem, de exemplu în Bayt al Suhaymi, o îmbunătățire a camerelor mandara și qa’a din aceeași casă. 
Verandele și muqa’ad-ele apar în secolul al XV-lea și reprezintă un nou loc de recepție, exclusiv pentru bărbați și este situată la ultimul nivel al casei. Veranda are vedere la curtea interioară casei. Aceasta are rol de sufragerie sau de recepție și este zona cea mai preferențială a casei, împodobită din belșug cu saltele și carpete. Taktabush este o verandă situată la parter, care apare între secolele 16 și 17; este un fel de veranda cu coloane din piatră, acoperite de tavan din lemn. Este situată de obicei lângă intrarea casei, și este folosită pentru primirea musafirilor. Dimensiunile lor variază; orientarea spre sud asigura ventilația interioară prin prezenta ferestrelor mashrabiya. Curtea interioară are un rol semipublic și anume, este un element al meditației dintre strada și casa. Este locul în care se așteaptă musafirii, înainte ca aceștia să aibă acces la spațial intim al casei și anume : qa’a.
De asemenea, curtea interioară ar mai putea avea rol de primire a negustorilor trecători.

### Structuri și sisteme ale casei cairote și secvențe tectonice
Sistemele care permit relațiile echilibrate între oraș și casă, între casă și aparatele de răcorire, sunt definite și structurate în casele cairote: skifa, intrarea care asigură deschiderea spre stradă și mai ales, o ventilație corectă, patrand totuși intimitatea vizuală din casă. Sistemul din grădina interioară funcționează ca un element de răcorire. În timpul iernii, harmattanul, un vânt nord-vestic care vine din Sahara, aducând o cantitate mare de praf roșu; stratul de praf are o structură verticală care poate atinge 5000 m înălțime. În vară, suflă vântul khamsin, un vânt cald și uscat care vine din sud-est. Numele derivă din arăbescul khamsun sau khamsin, care înseamnă cincizeci; acesta este numărul aproximativ de zile în care acest vânt circulă, producând furtuni de nisip. Câteodată, acest khamsin suflă și în timpul iernii, ca un vânt relative rece, care aduce nisip și praf.
Caracteristicile morfologice și de mediu ale așezării, determină forma și orientarea clădirilor, caracteristica structurii, a învelișului. Paravanul ferestrelor este necesar pentru a reduce pătrunderea luminii excessive și este folosit pentru a controla umiditatea curentului care trece prin el. Ghidarea după principalele direcții ale vântului, umbrelor, maselor de aer, formează un sistem consolidat în construcția rezidentelor antice; aceste tehnici, în schimb, sunt uitate în construcția clădirilor moderne. 
Malaqf-urile sunt niște turnuri de vânt cu deschidere spre nord; acestea capturează brizele predominante și evita că radiațiile solare directe să pătrundă în curtea interioară sau în camerele închise. Principala sarcină a acestui sistem este de a captura vântul. Pentru funcționarea corectă a acestei componente, este nevoie de un sistem de închidere și un filtru. 
Mashrabyia, este un element al ferestrei  care permite în mod automat activarea unui ciclu de convecție în mișcarea maselor de aer din zona cu presiune mare, spre zona cu presiune mică. Acest fenomen  ventilează străzi mici și împrospătează curțile interioare ale caselor. După-amiaza, când curțile încep să se încălzească, sistemul funcționează în mod opus: aerul de pe străzile secundare se întoarce în curți și creează în acest fel echilibrul perfect între cele două zone, în timpul serii. Termenul de mashrabyia, înseamnă în mod literar „un loc rezervat băuturilor”. De-a lungul secolelor, acest termen a fost dezvoltat pentru panouri care foloseau tehnica de menținere a aerului răcoros: mashrabiya. În sistemele arabe ale casei, deschiderile au trei funcții: asigurarea necesarului de lumină din cameră, fără exces; asigurarea ventilației din camera printr-un sistem de filtrare a umidității și impurităților și să aibă vedere la stradă fără a afecta intimitatea locuitorilor.

## Imagini

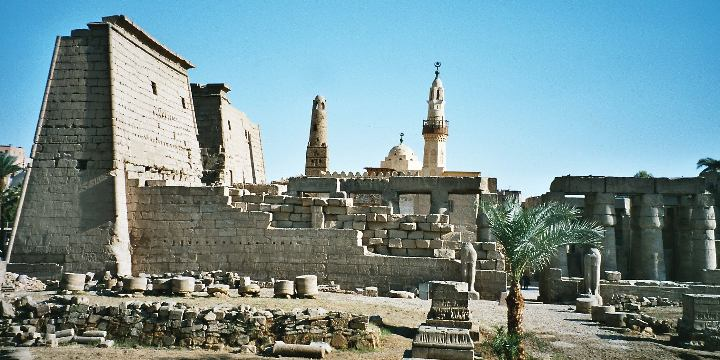
Templul din Luxor
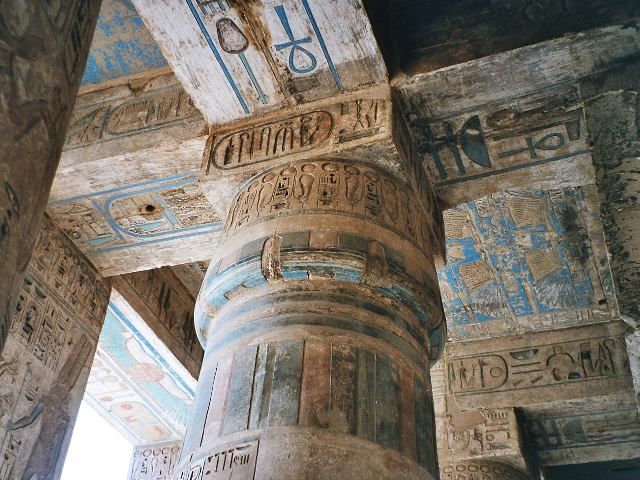
Medinet Habu
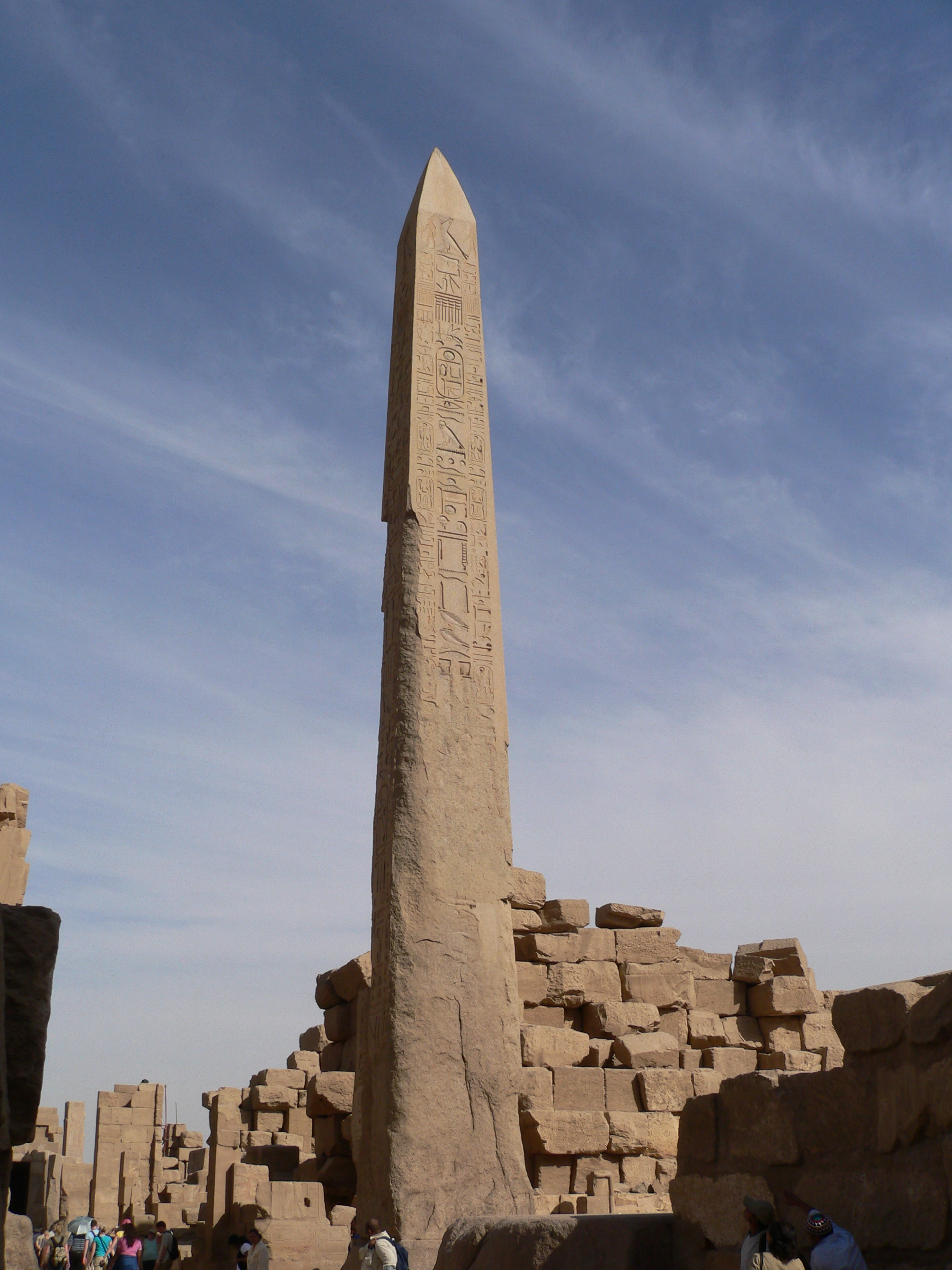
Obelisc la Templul din Karnak
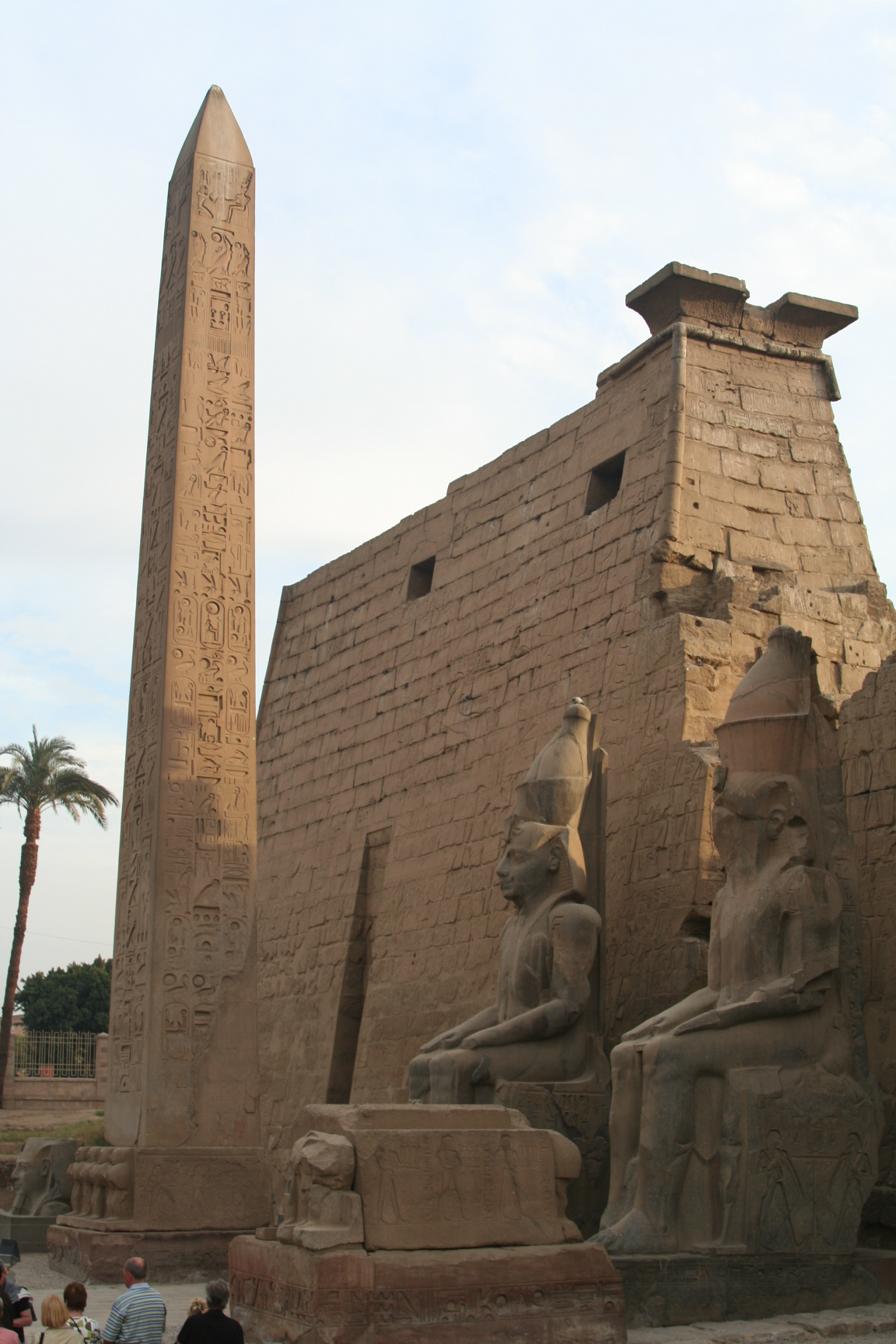
Obelisc şi primul pilon, Luxor Temple, Egipt
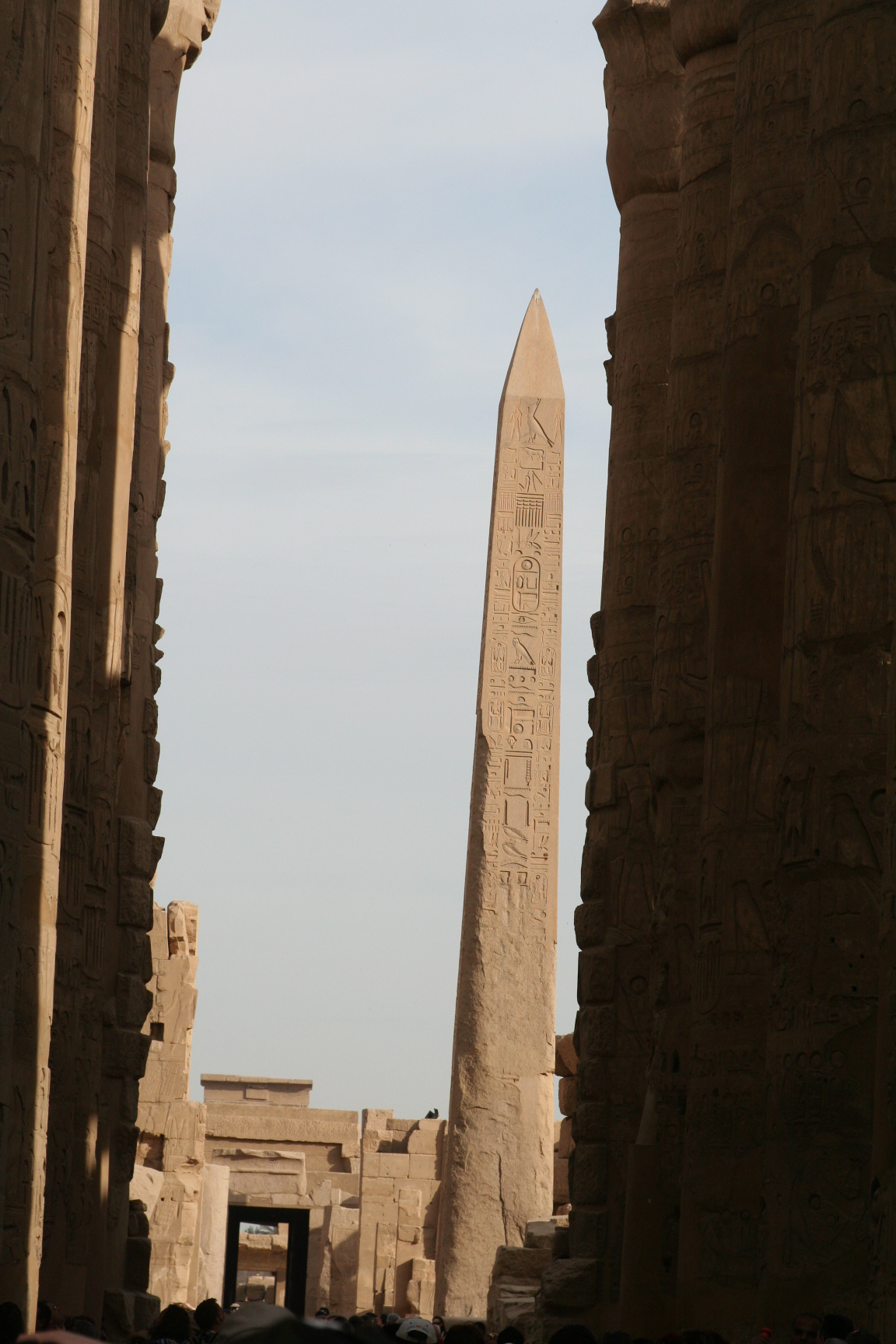
Obelisc, Templul din Karnak , Egipt
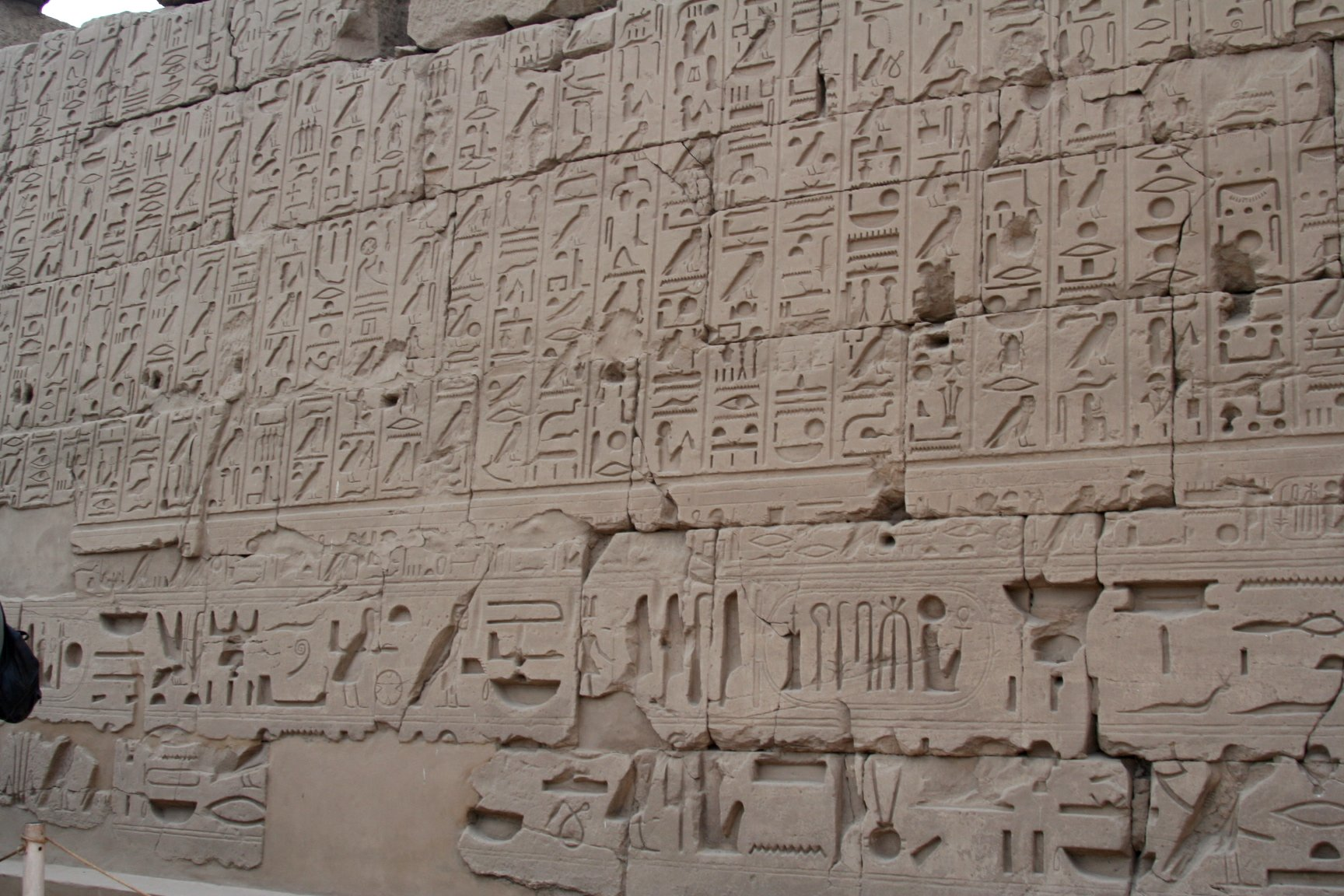
Templul din Karnak, Egipt
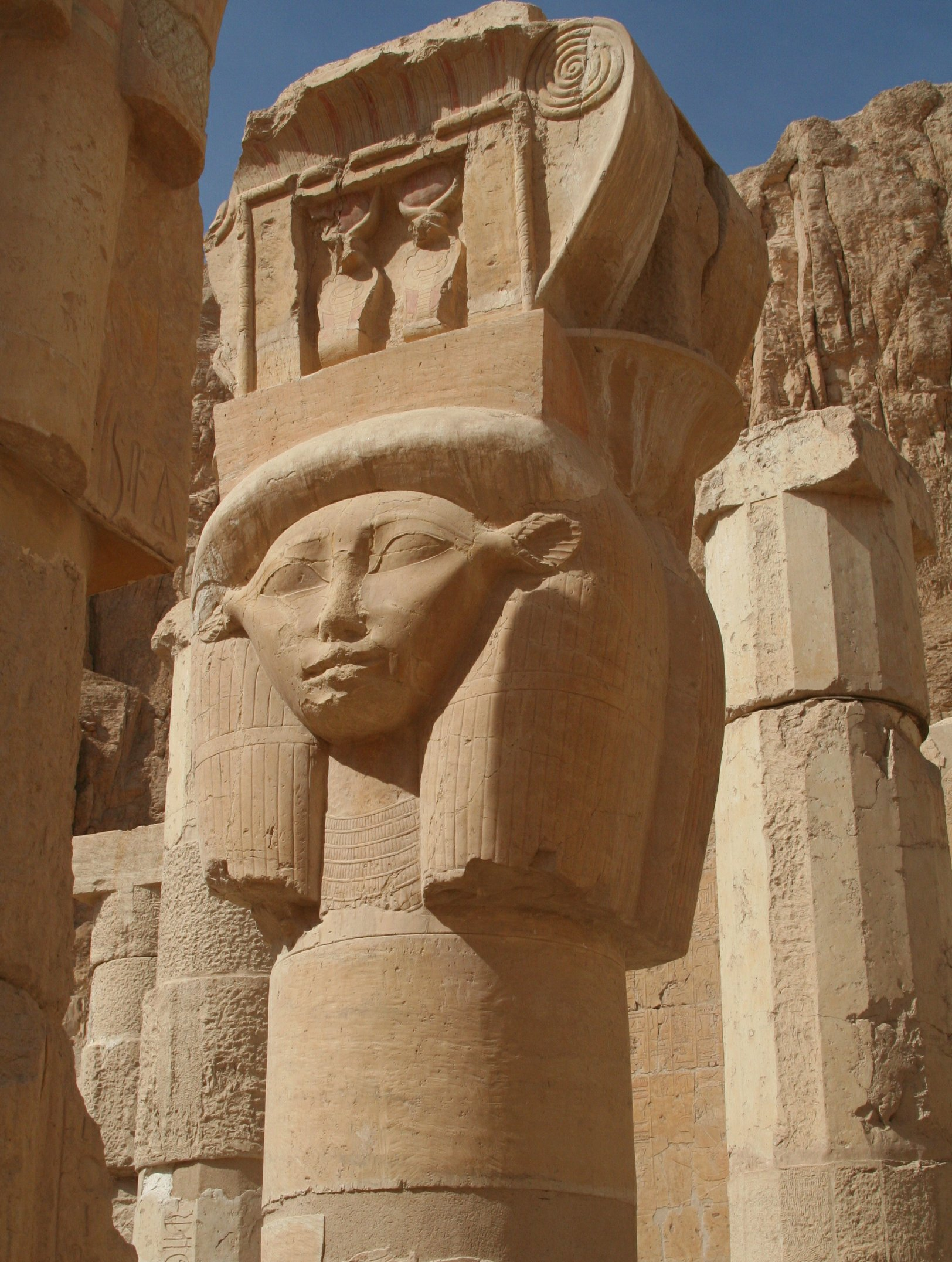
Templul lui Hatshepsut, Luxor
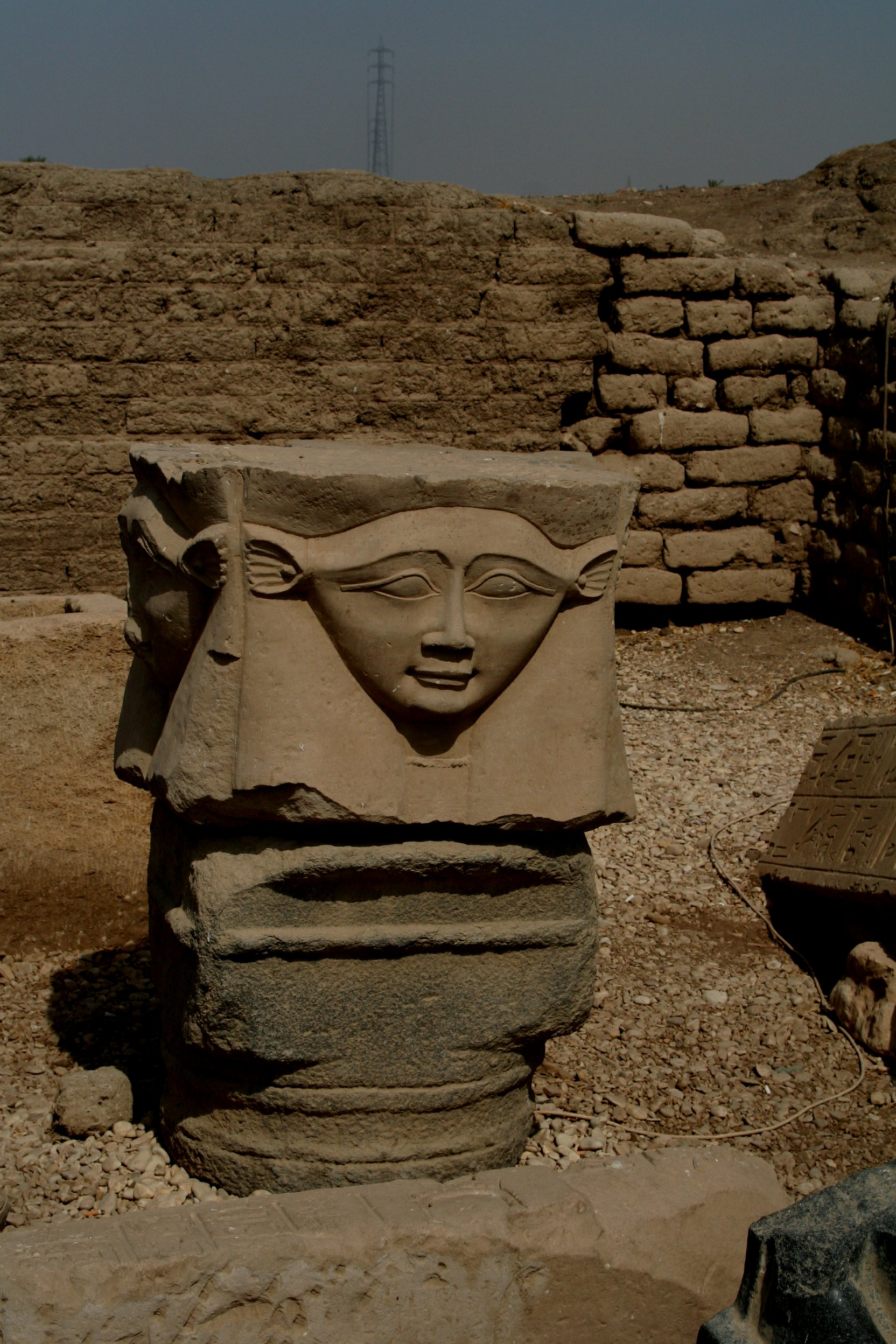
Templul lui Hathor, Dendera
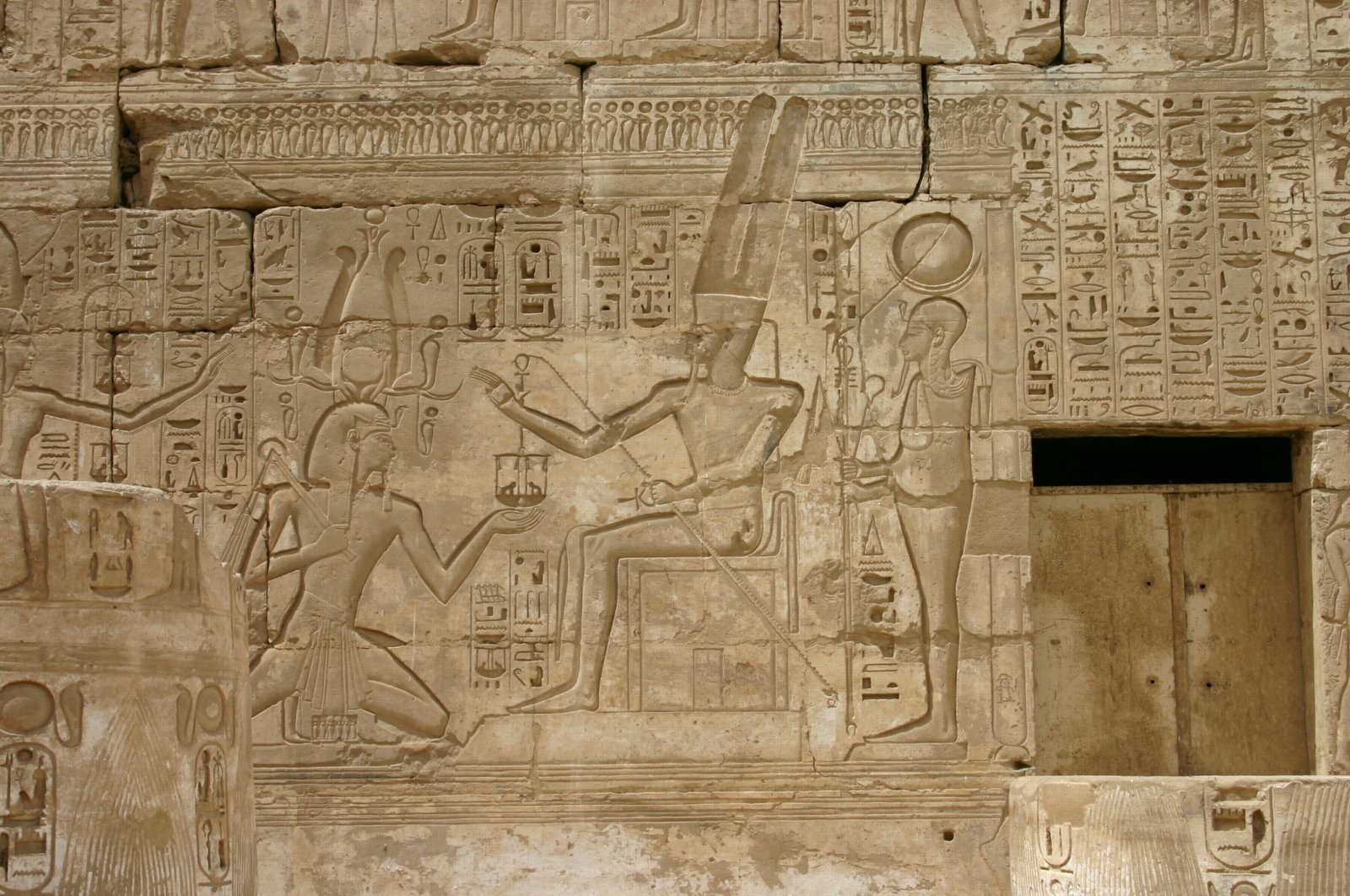
Templul lui Ramesses II, Luxor
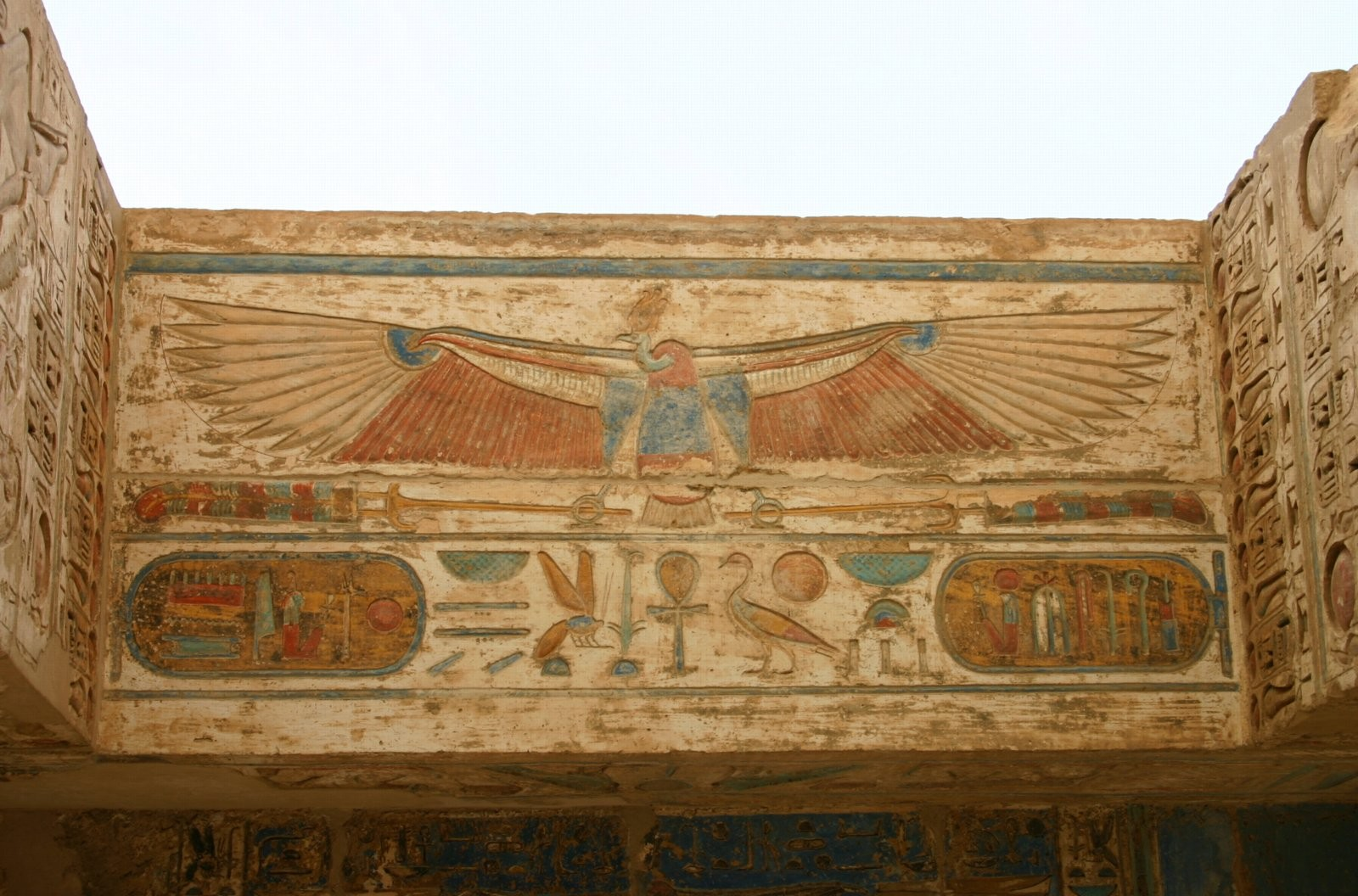
Templul lui Ramesses II, Luxor
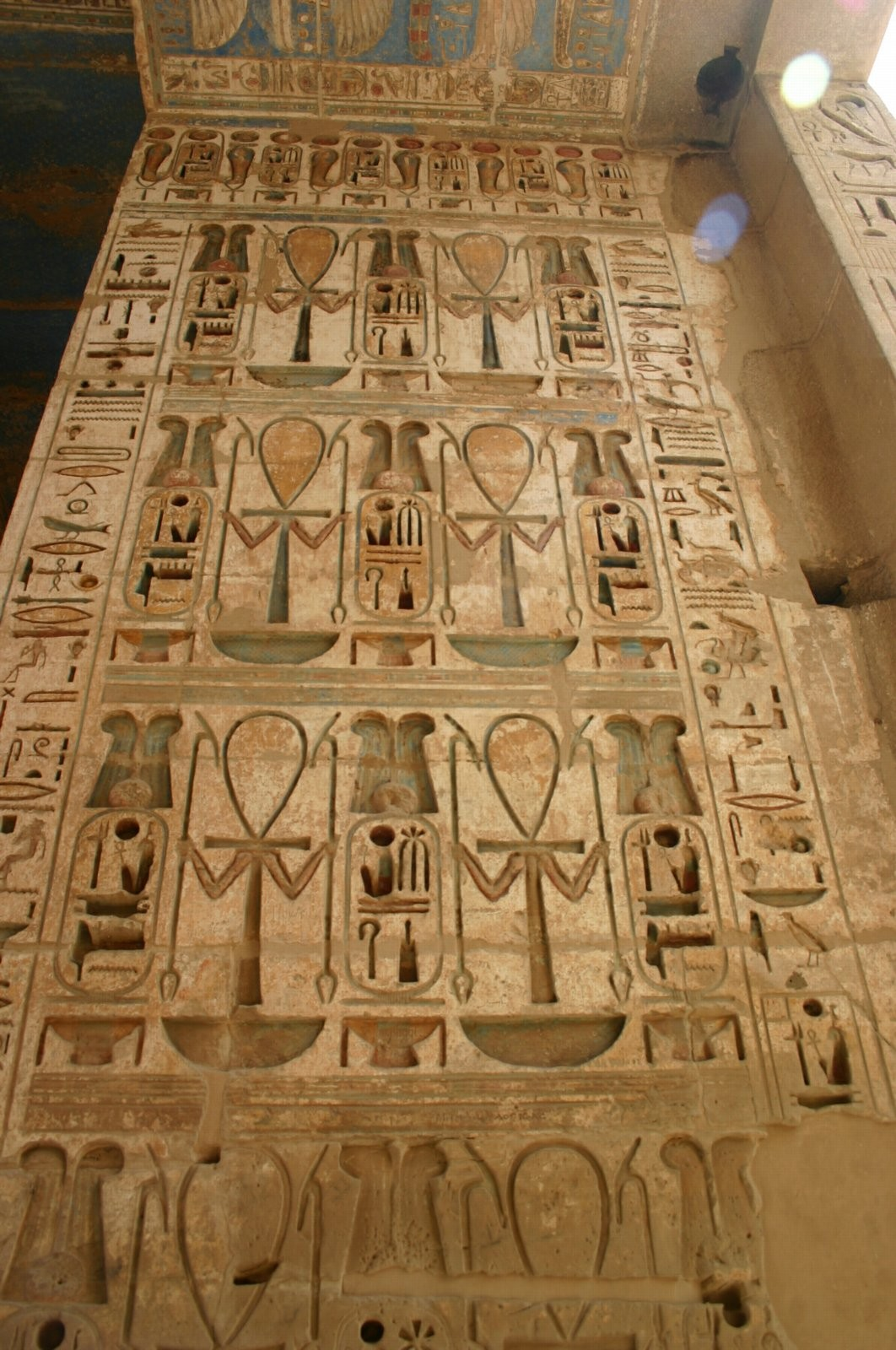
Templul lui Ramesses II, Luxor
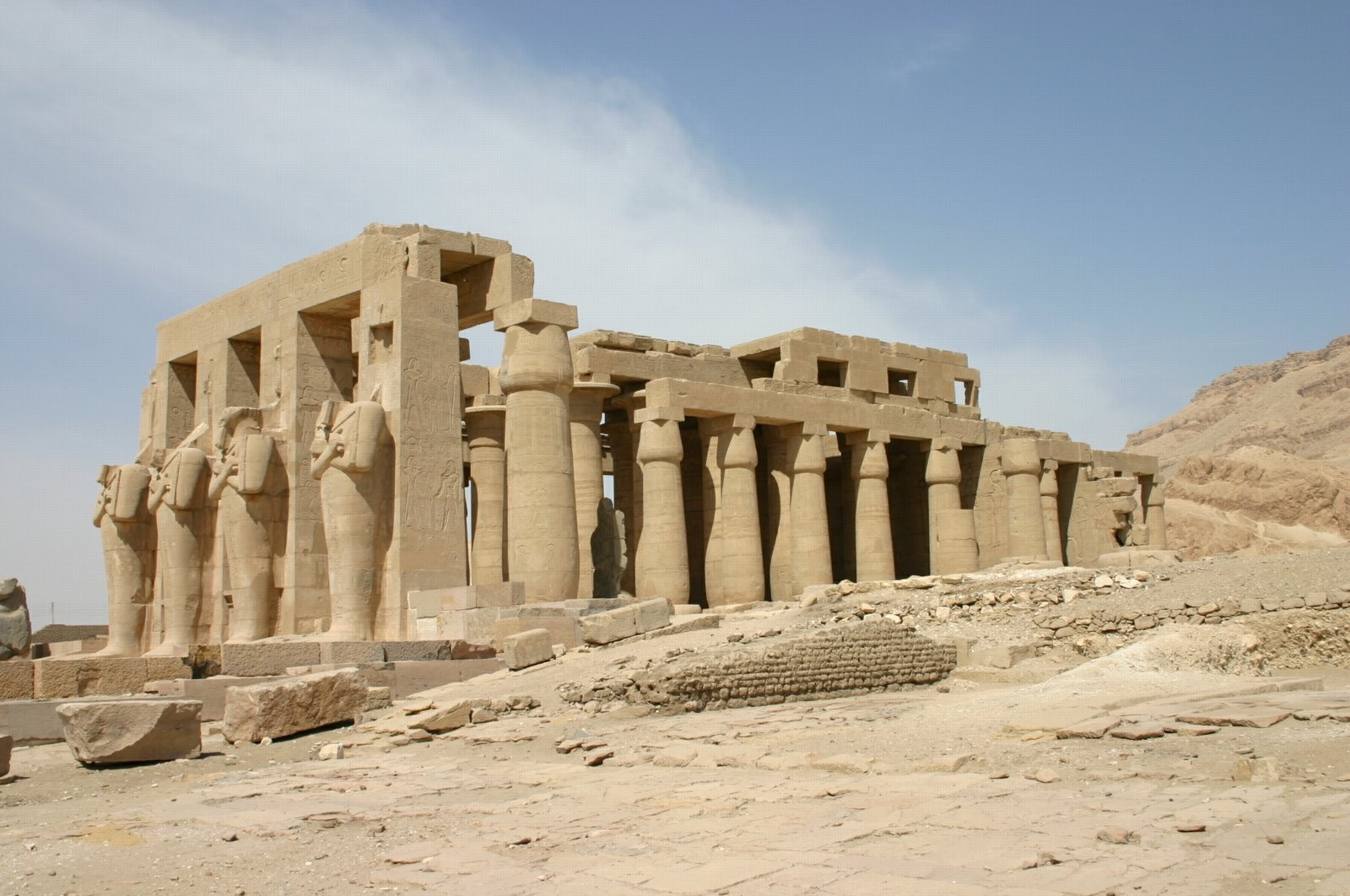
Templul lui Ramesses II, Luxor
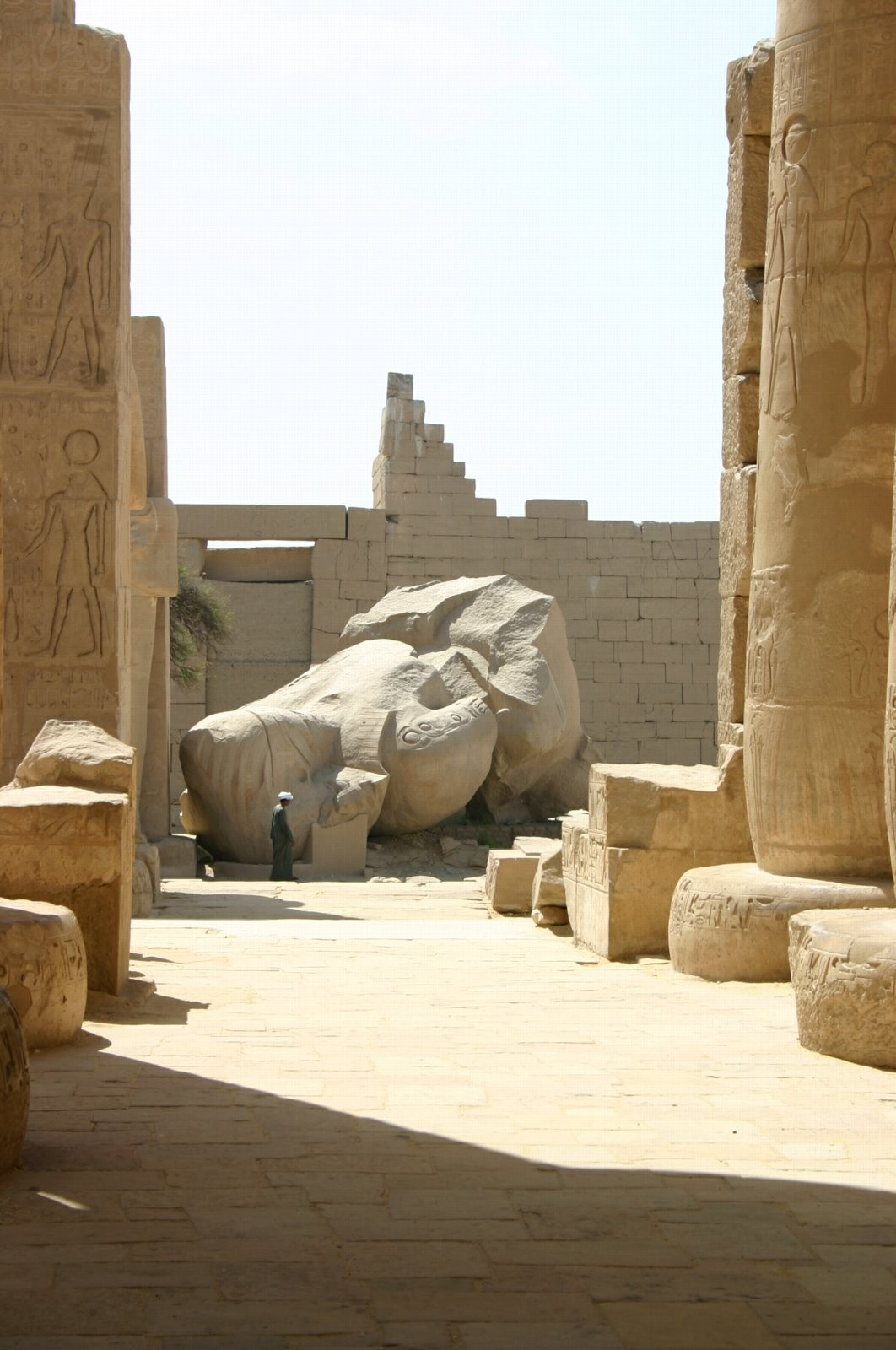
Templul lui Ramesses II, Luxor
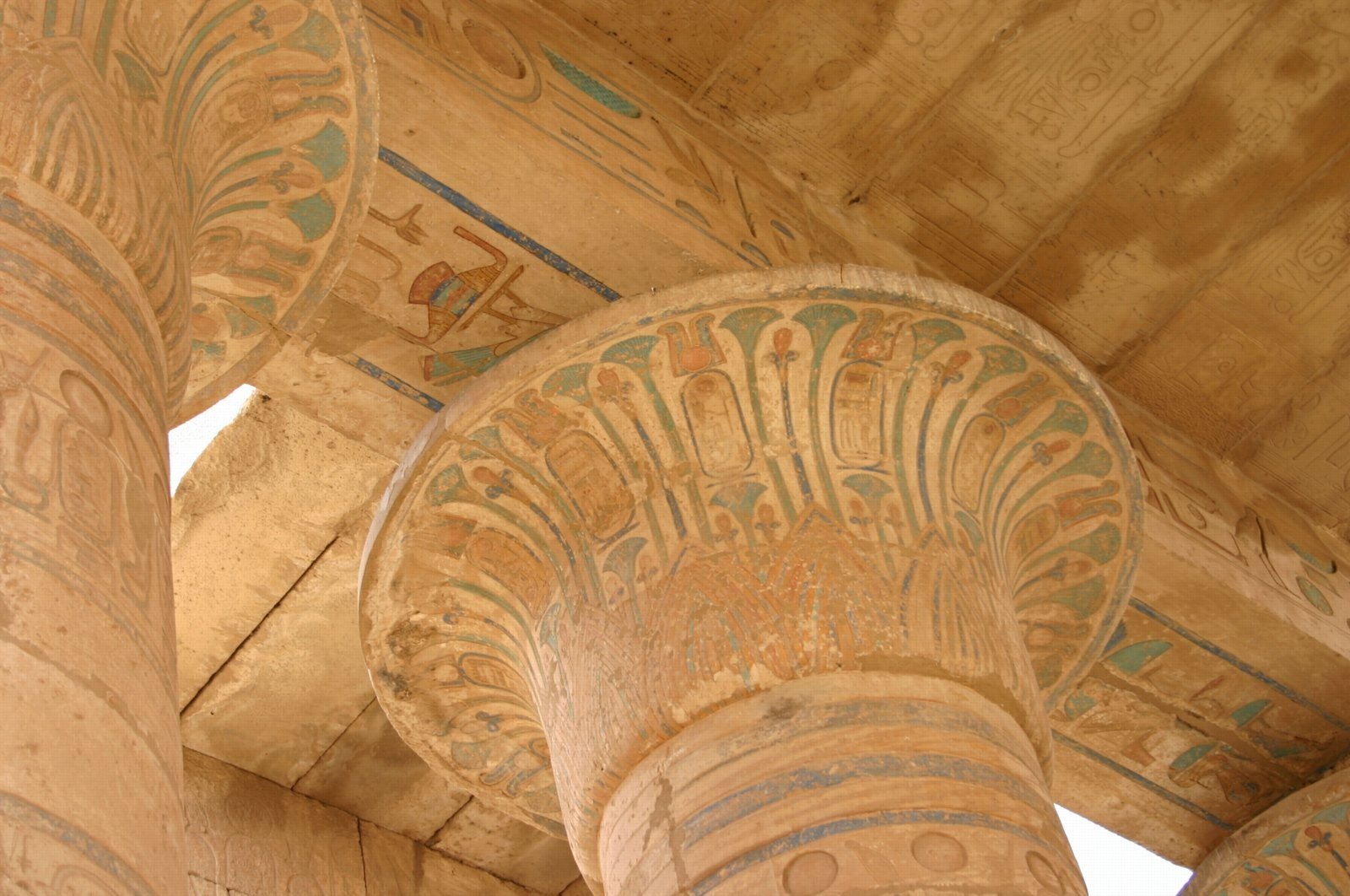
Templul lui Ramesses II, Luxor
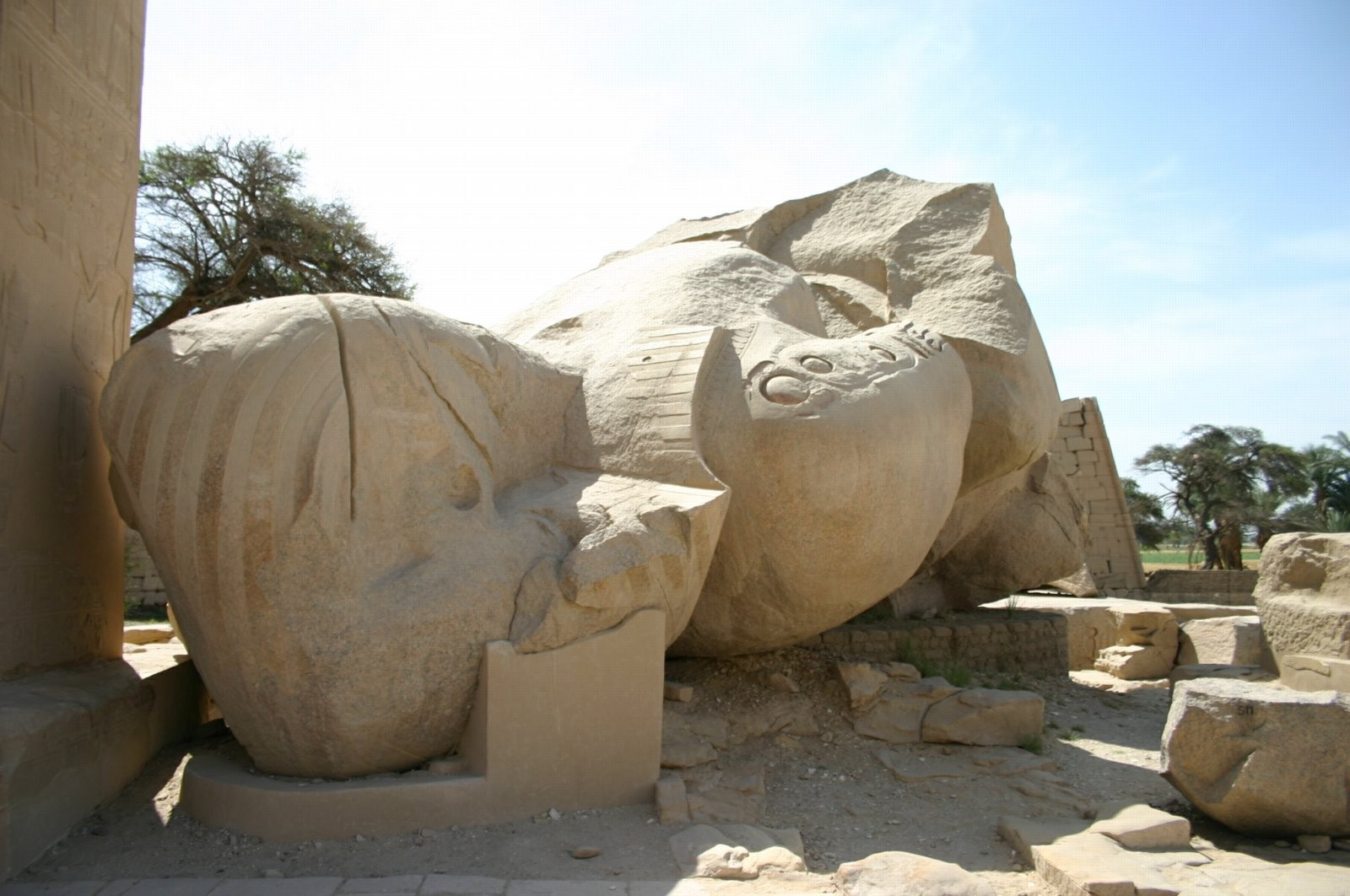
Templul lui Ramesses II, Luxor
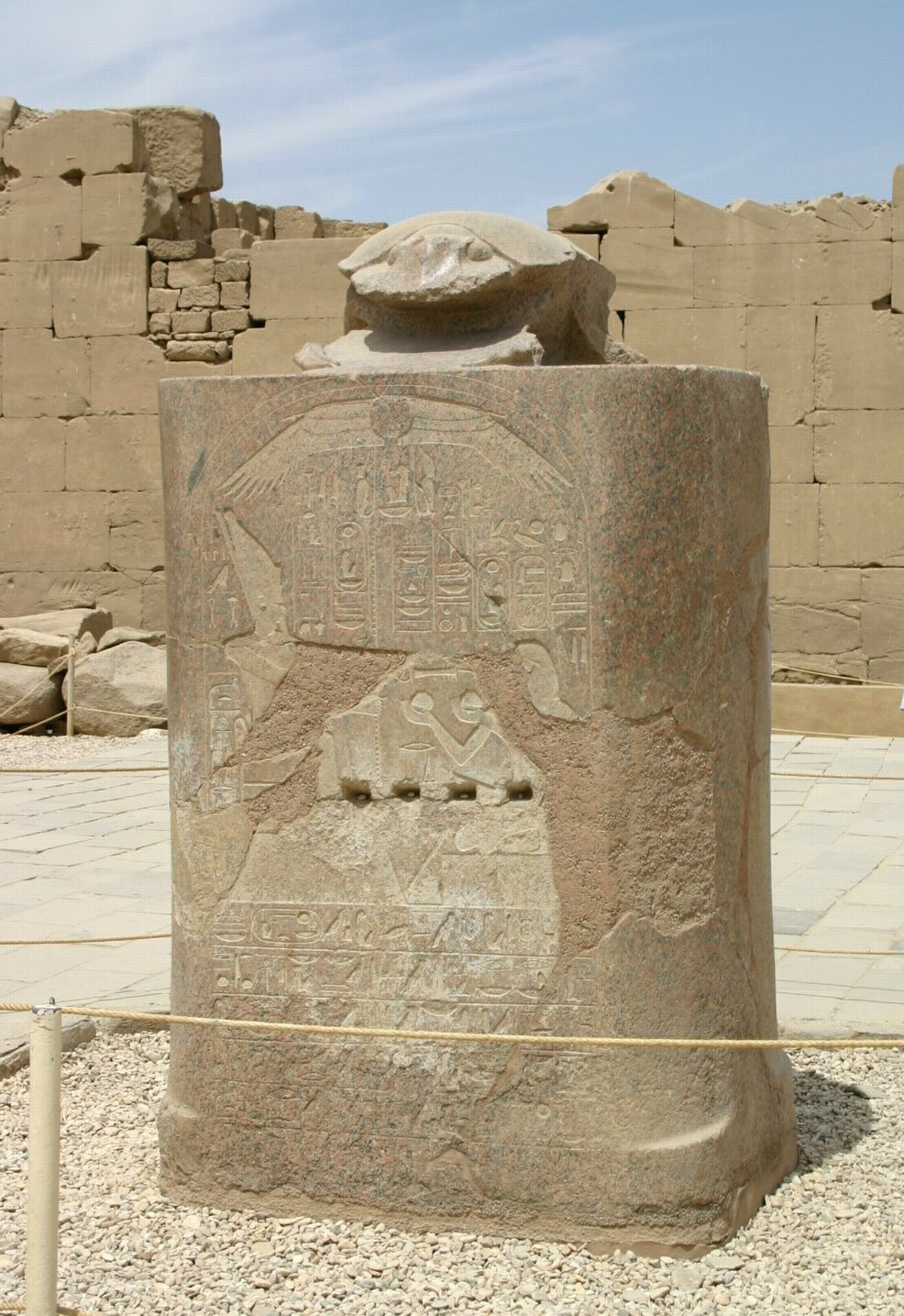
Templul lui Ramesses II, Luxor
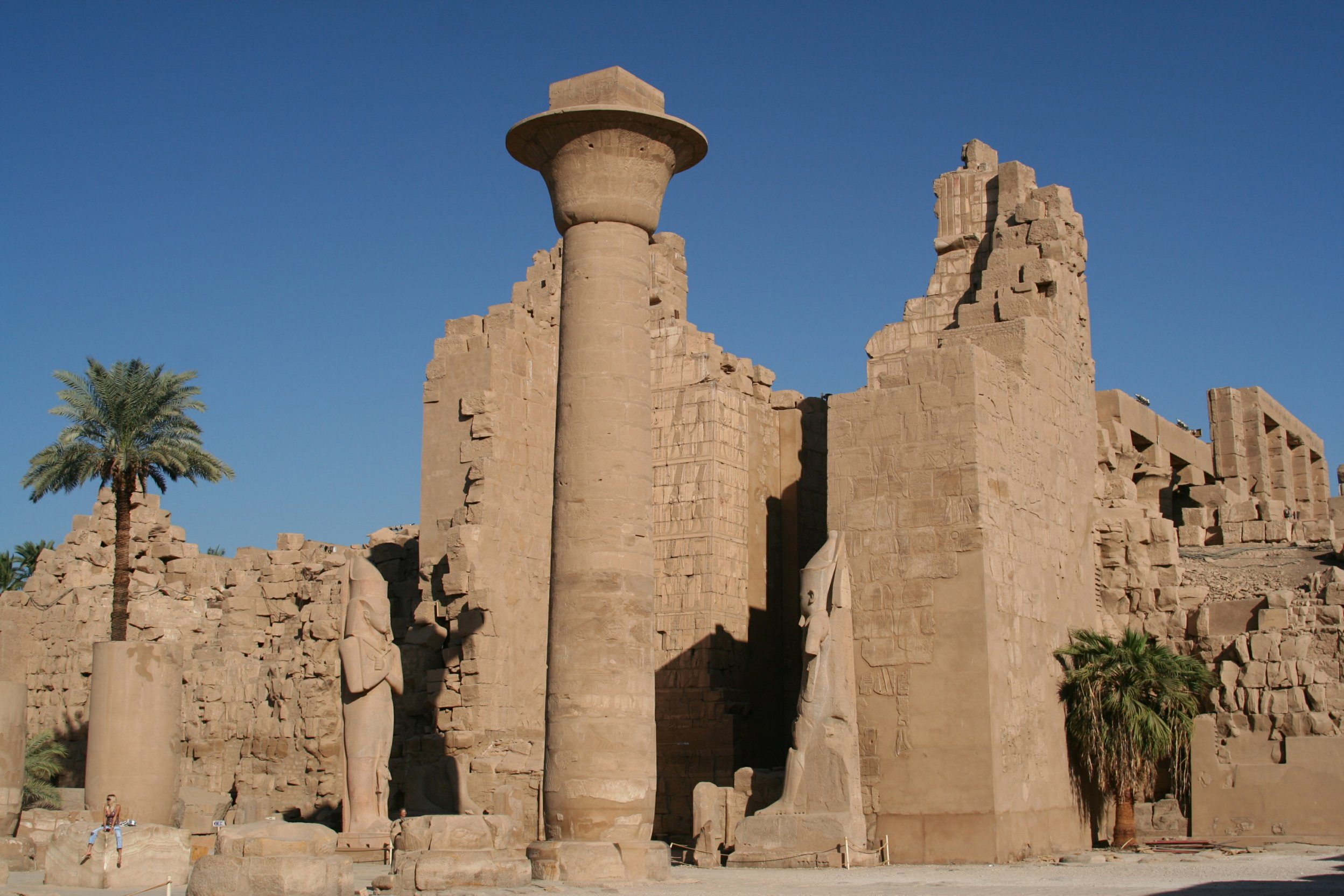
Templul lui Ramesses II, Luxor
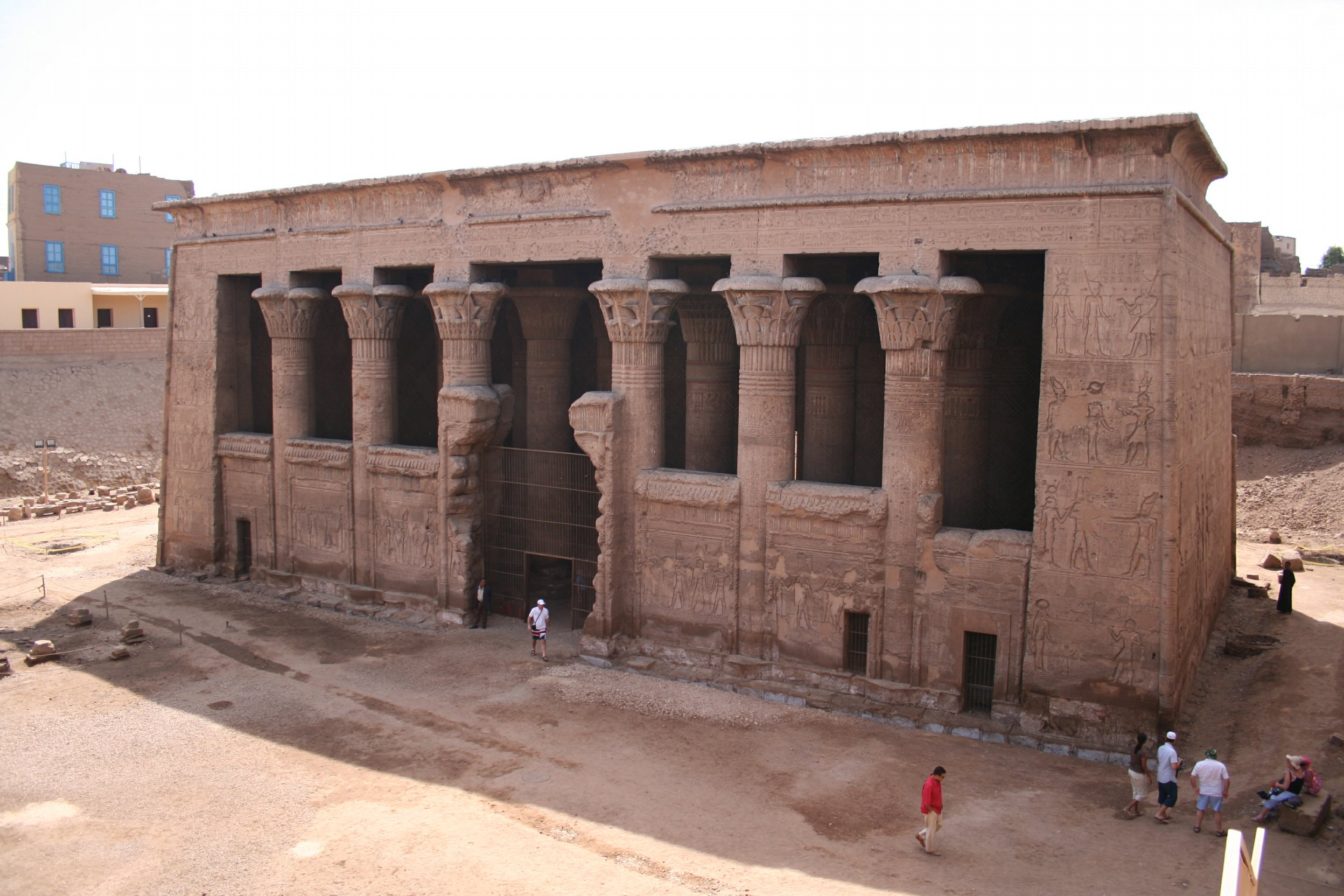
Templul lui Khnum, Esna
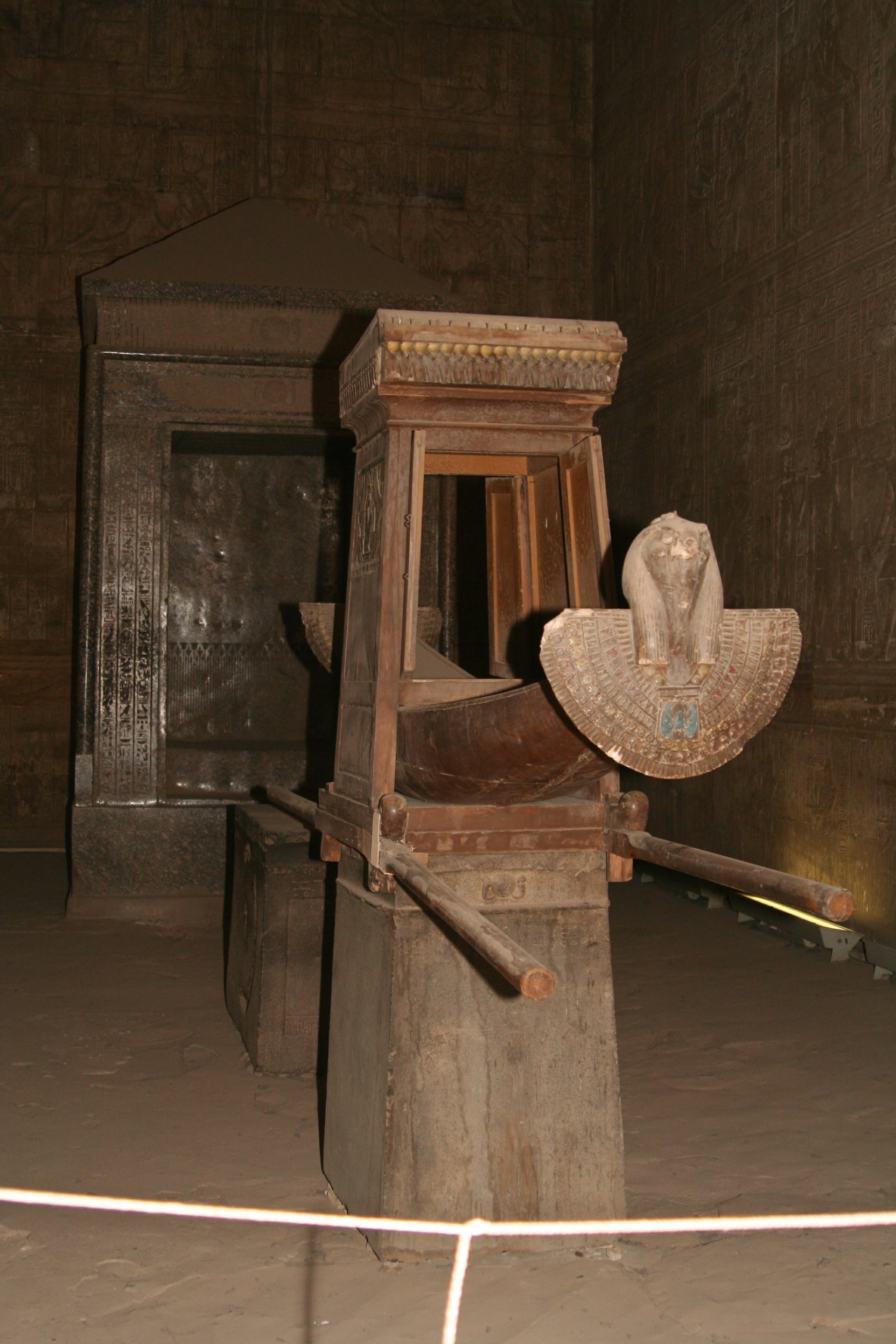
Templul lui Horus, Edfu
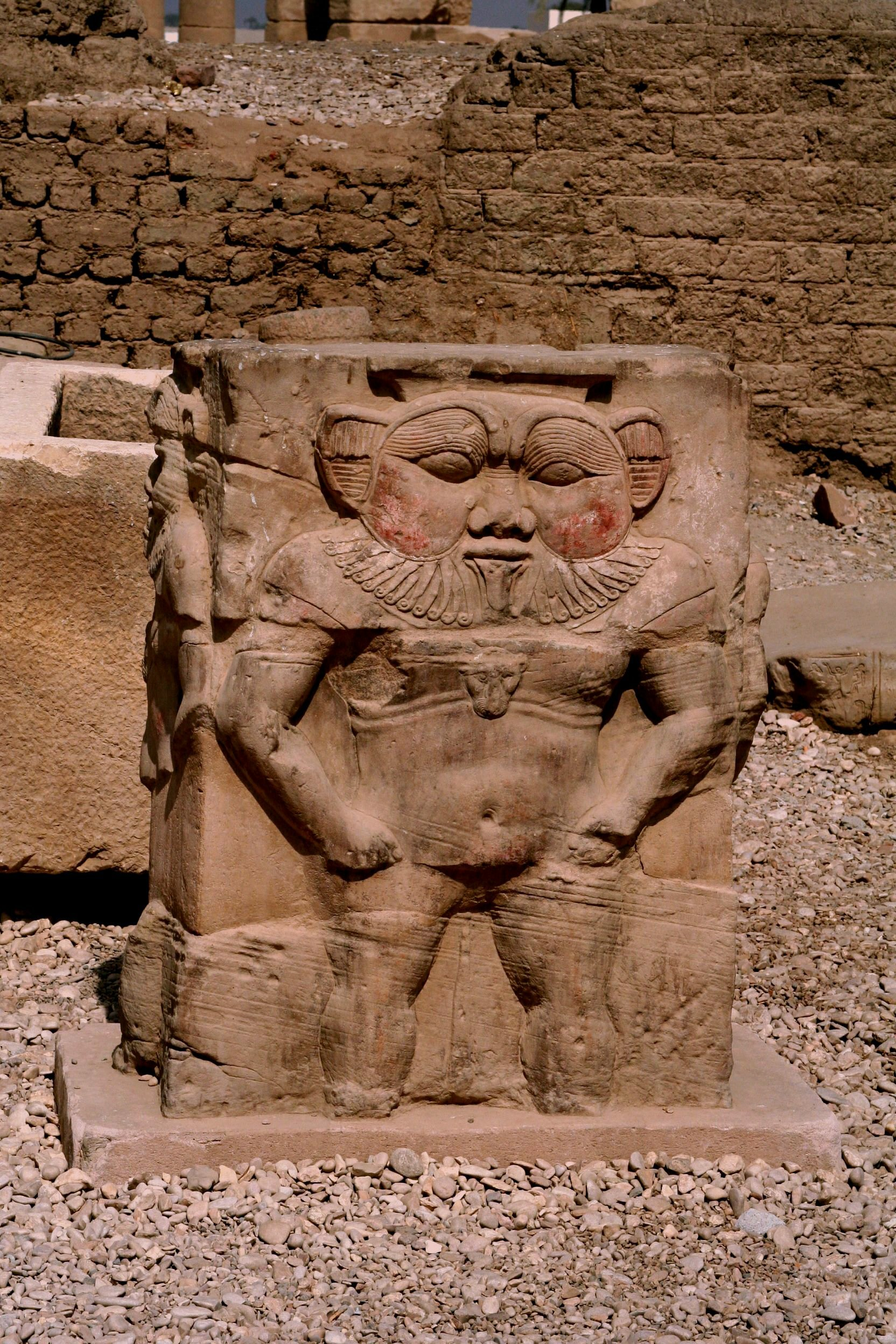
Templul lui Hathor, Dendera
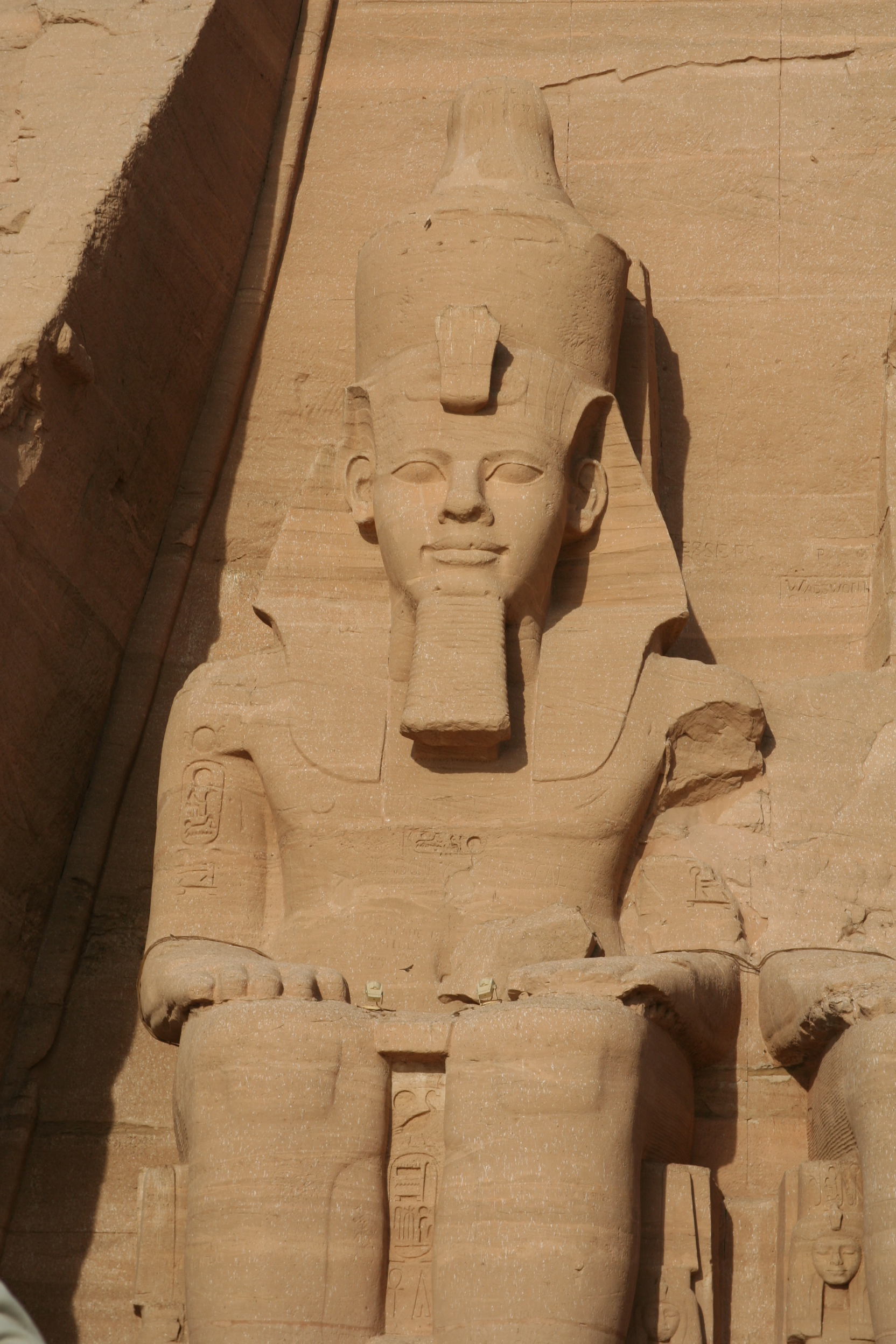
Templul lui Ramesses II, Abu Simbel
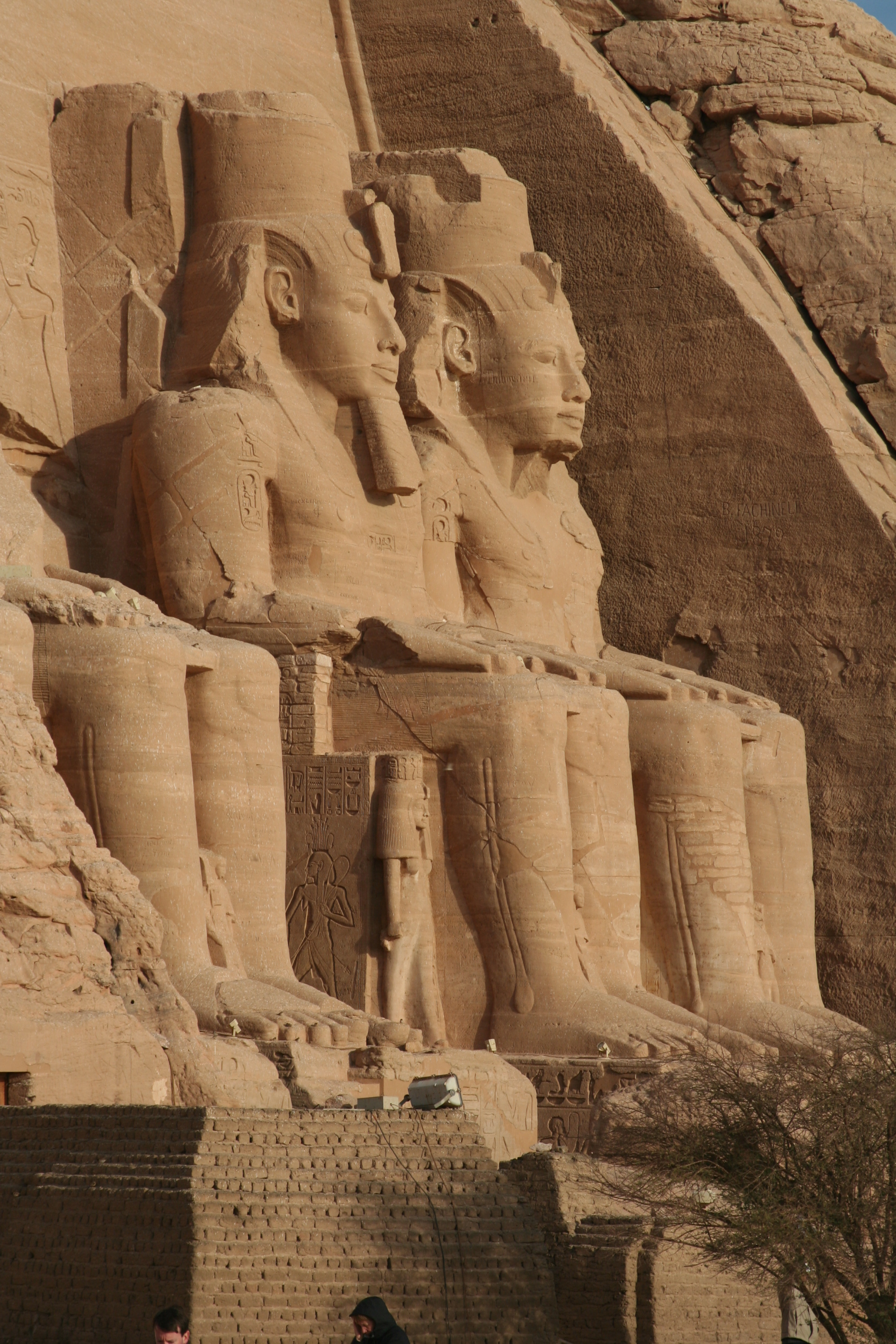
Templul lui Ramesses II, Abu Simbel
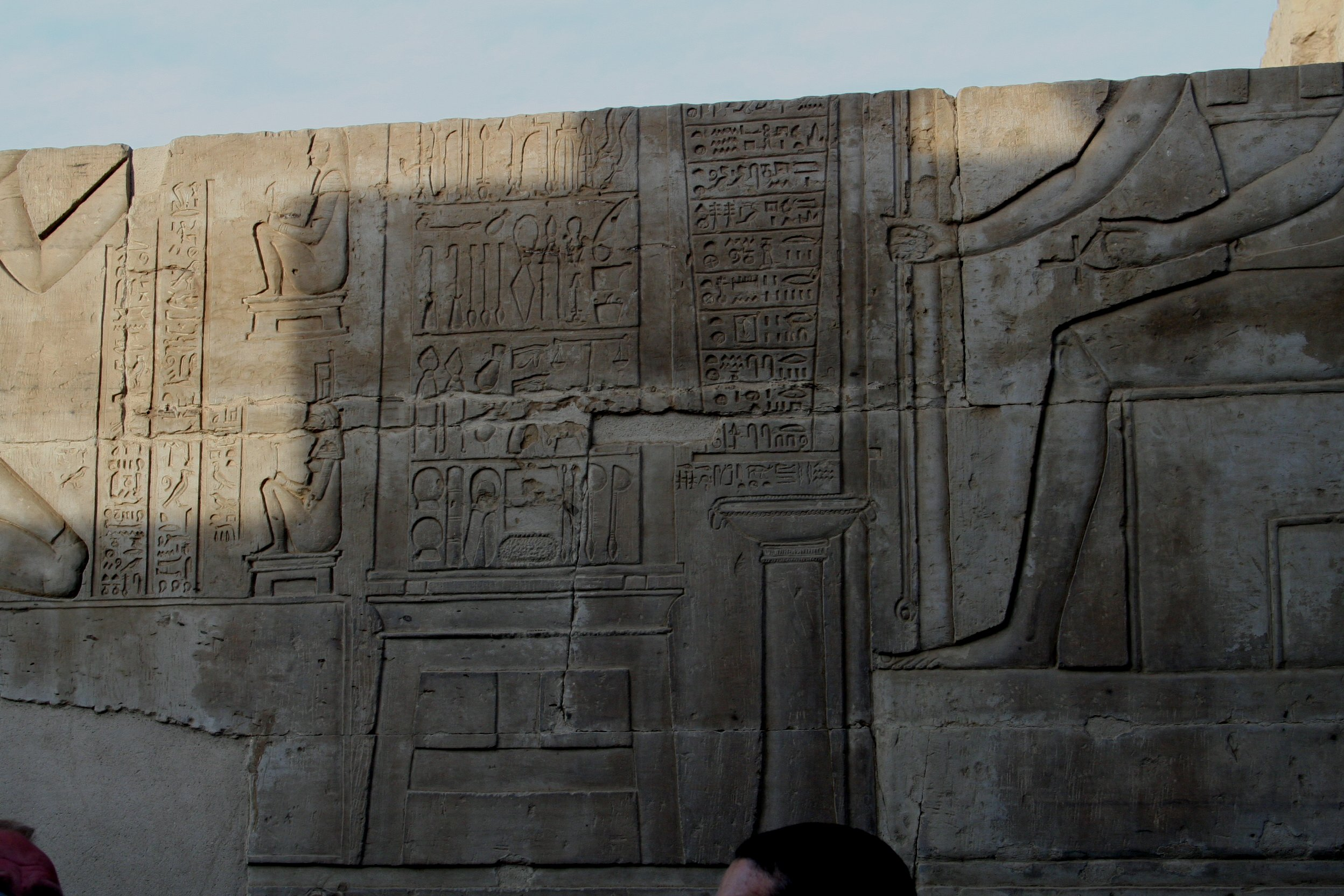
Templul lui Horus & Sobek, Kom Ombo
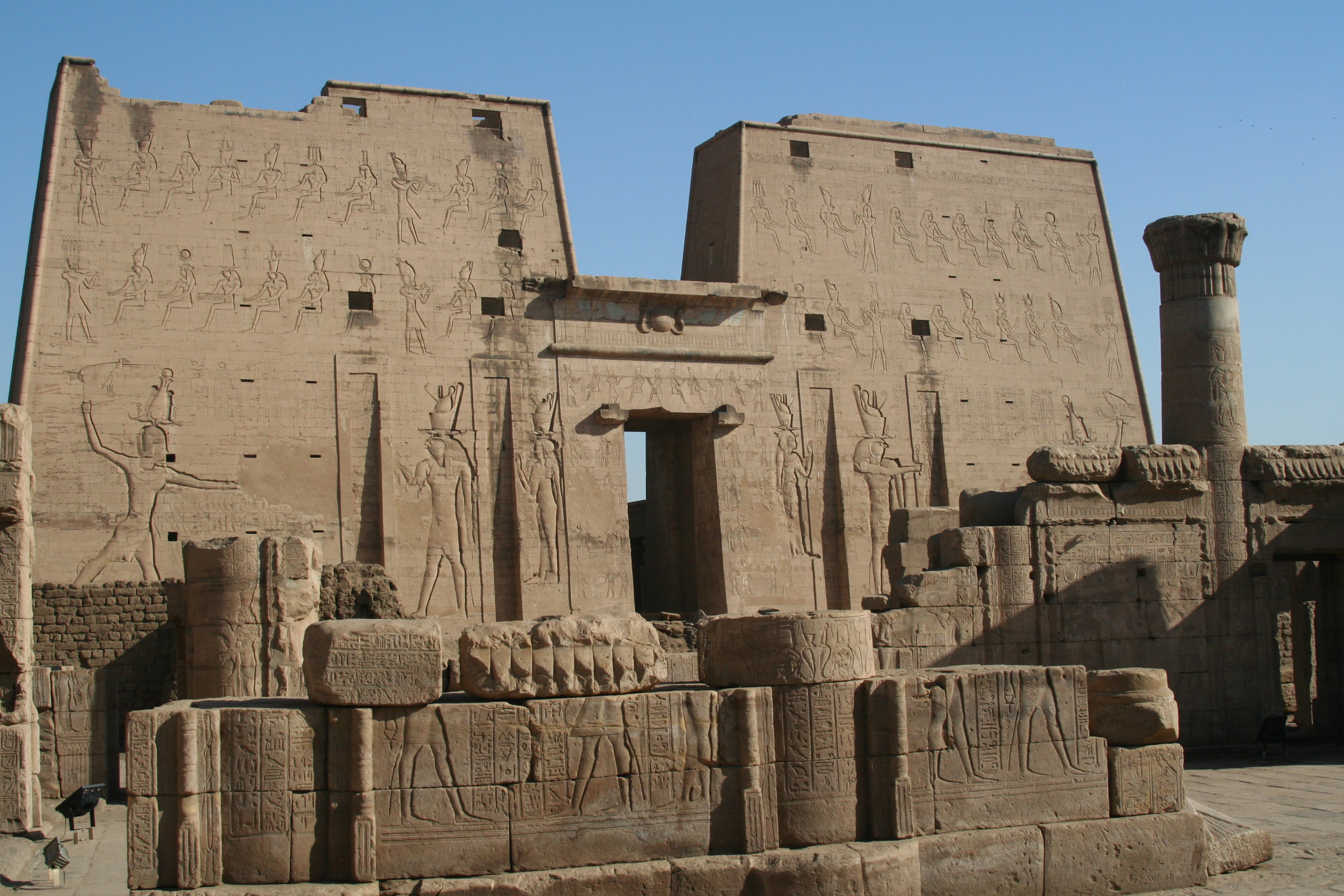
Templul lui Horus, Edfu
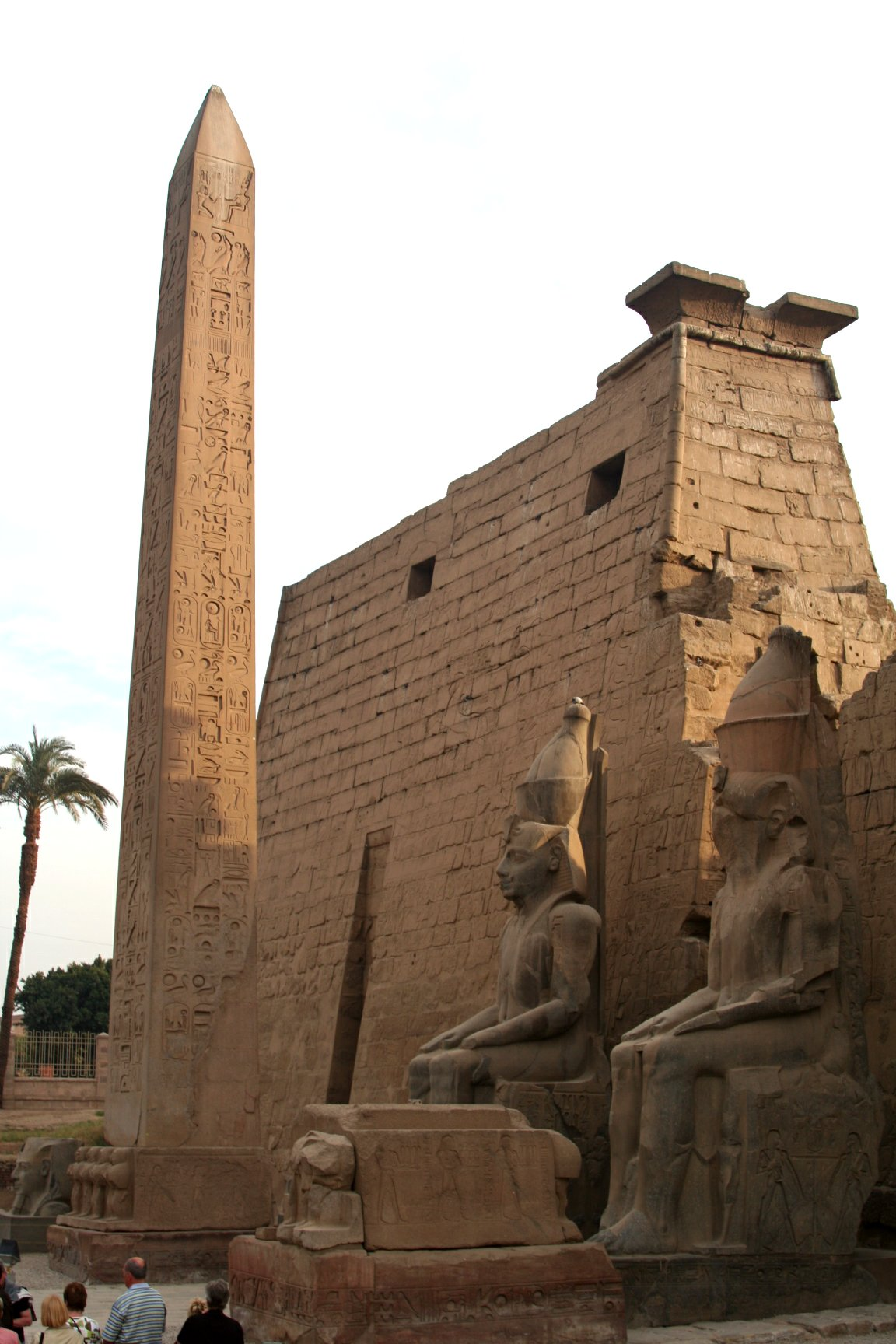
Luxor Temple
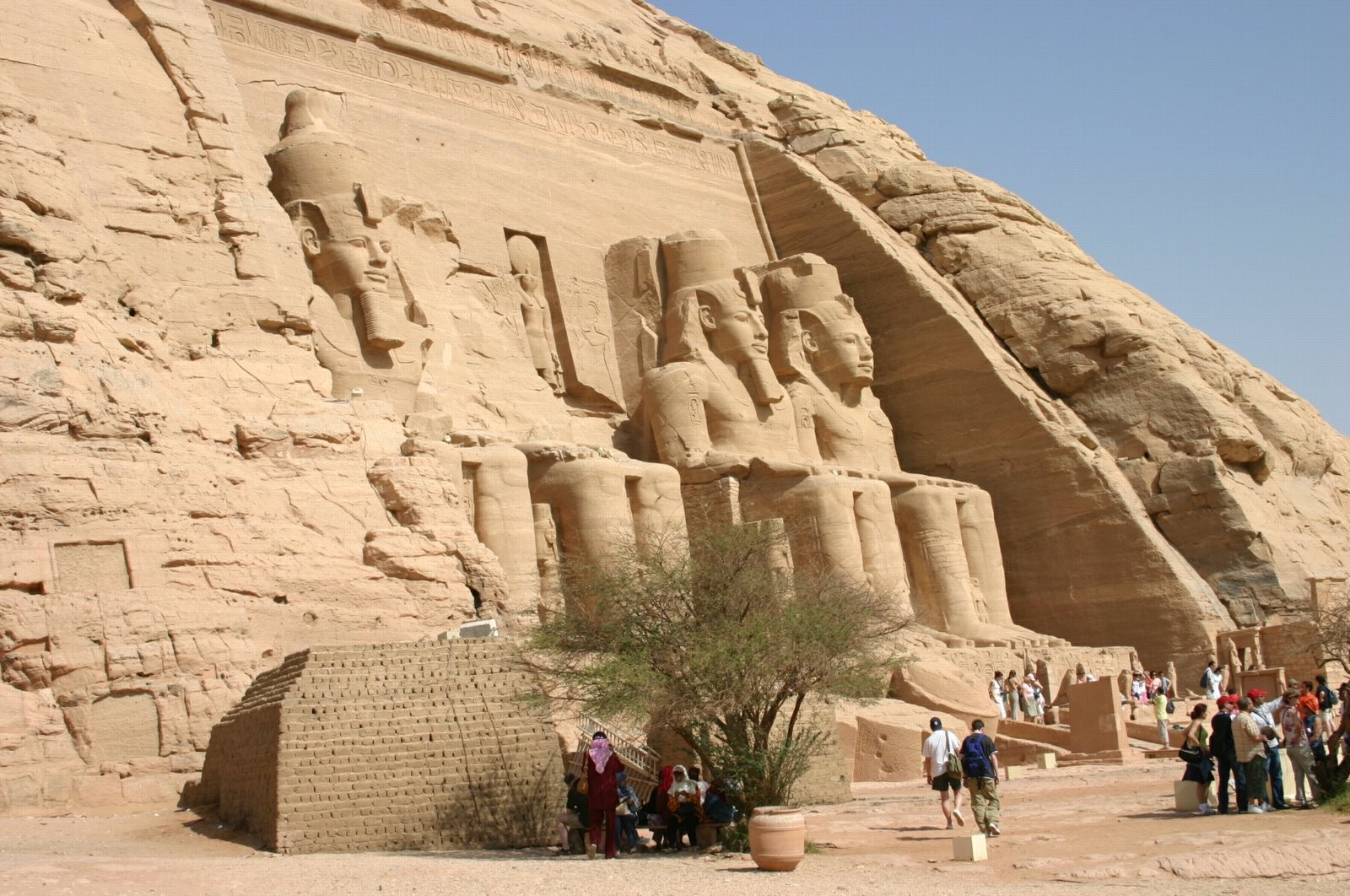
Templul lui Ramesses II, Abu Simbel
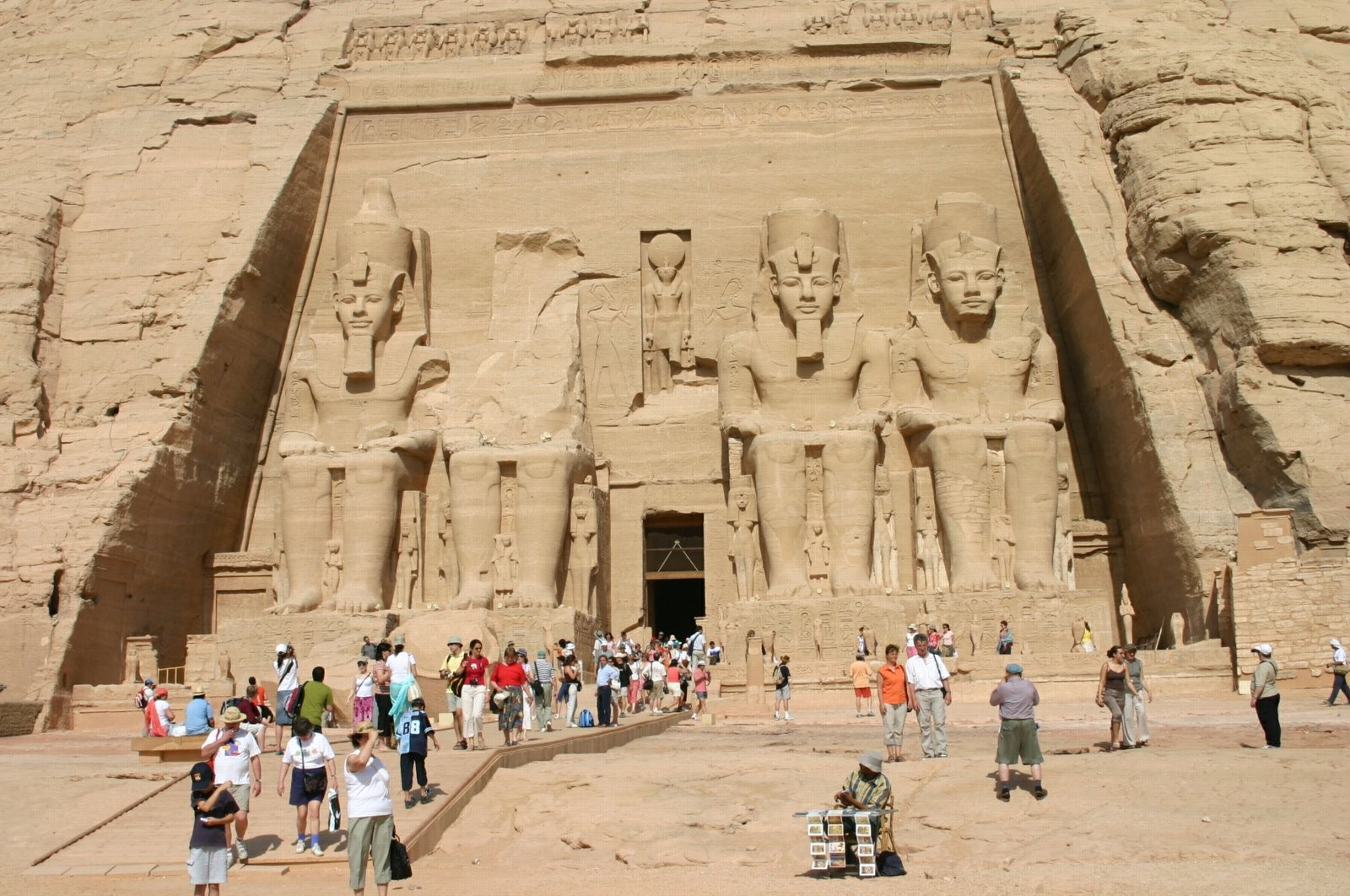
Templul lui Ramesses II, Abu Simbel
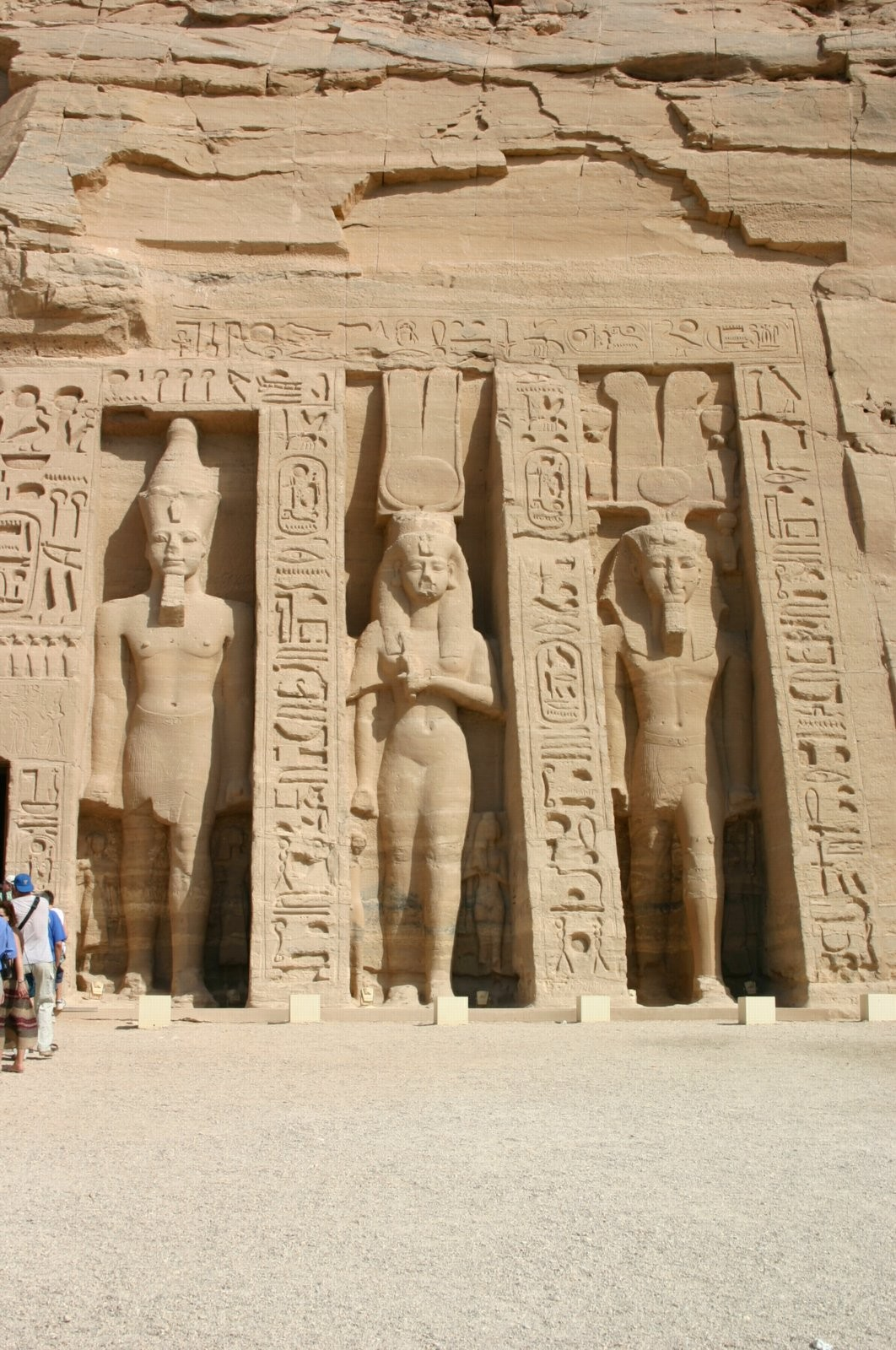
Templul lui Nefertiri, Abu Simbel
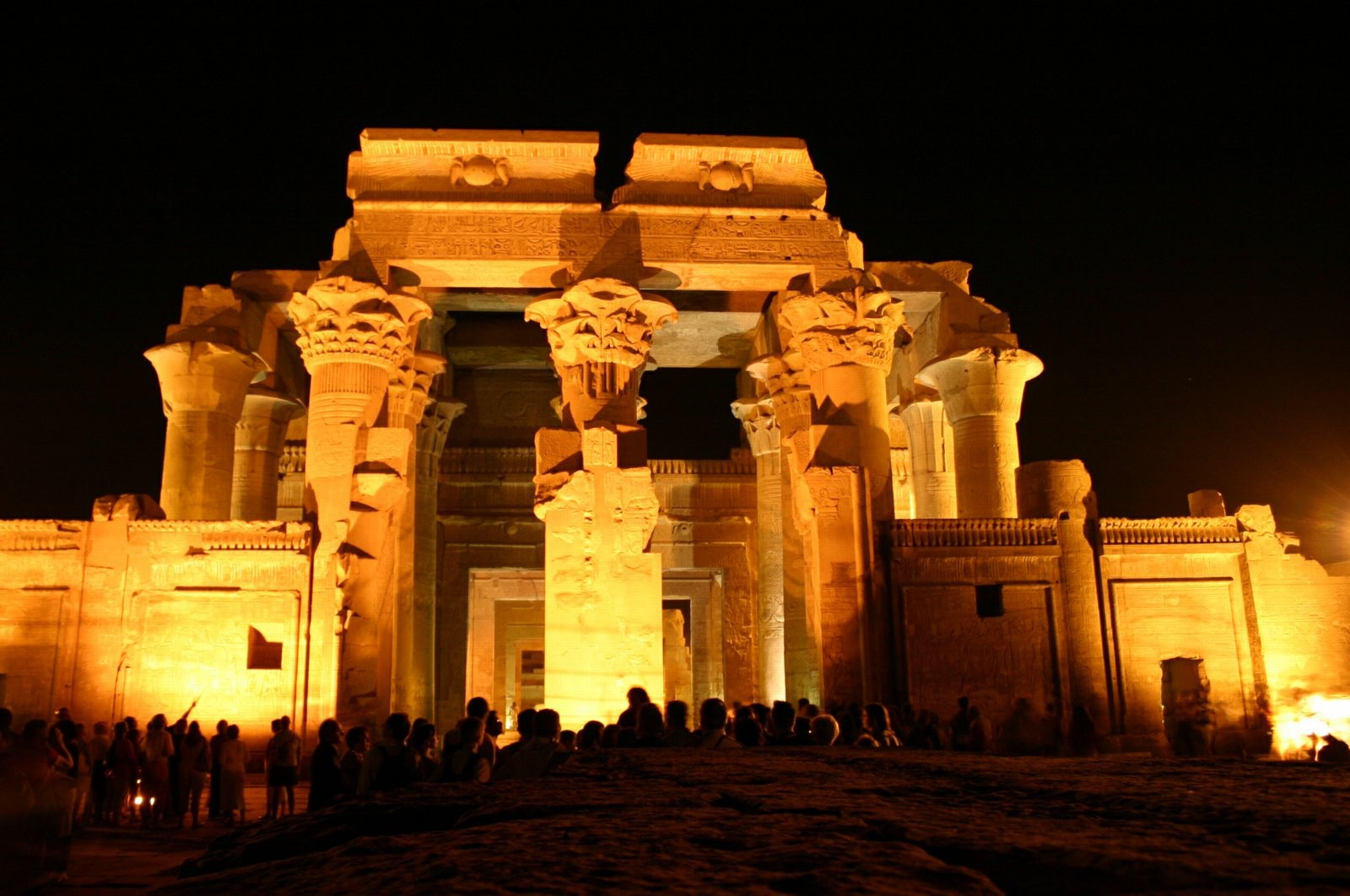
Templul lui Horus & Sobek, Kom Ombo
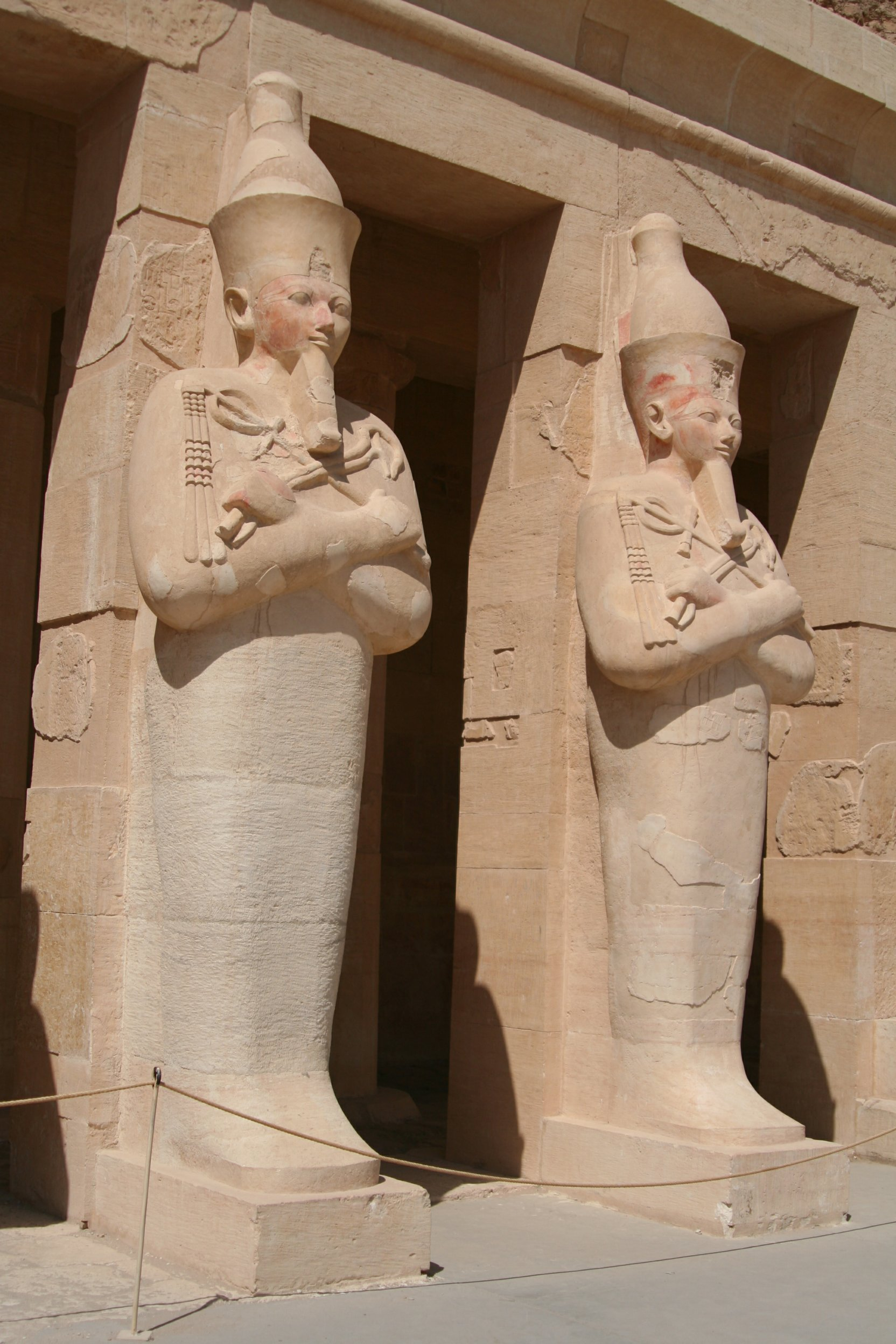
Templul lui Hatshepsut, Luxor
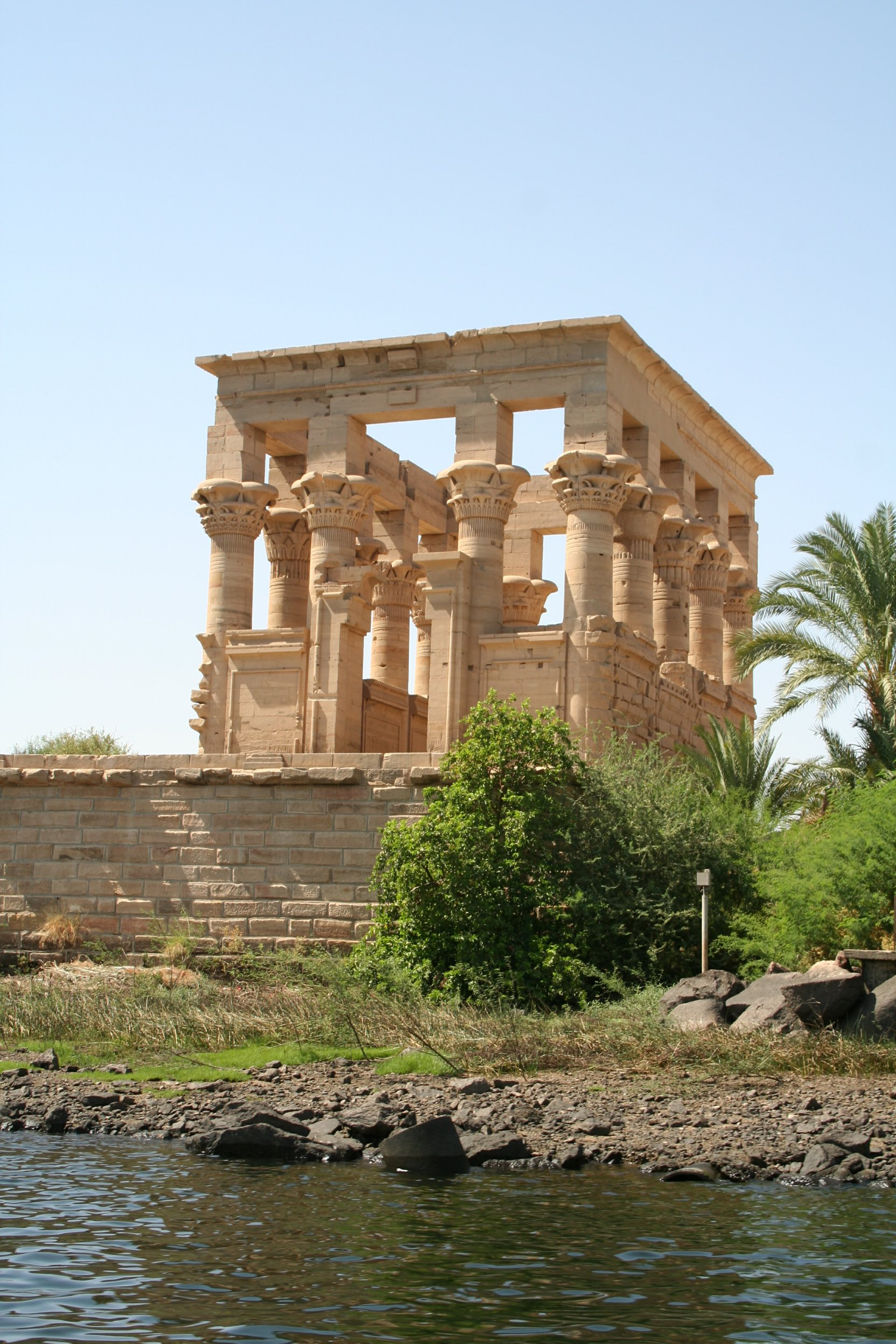
Templul lui Isis, Philae
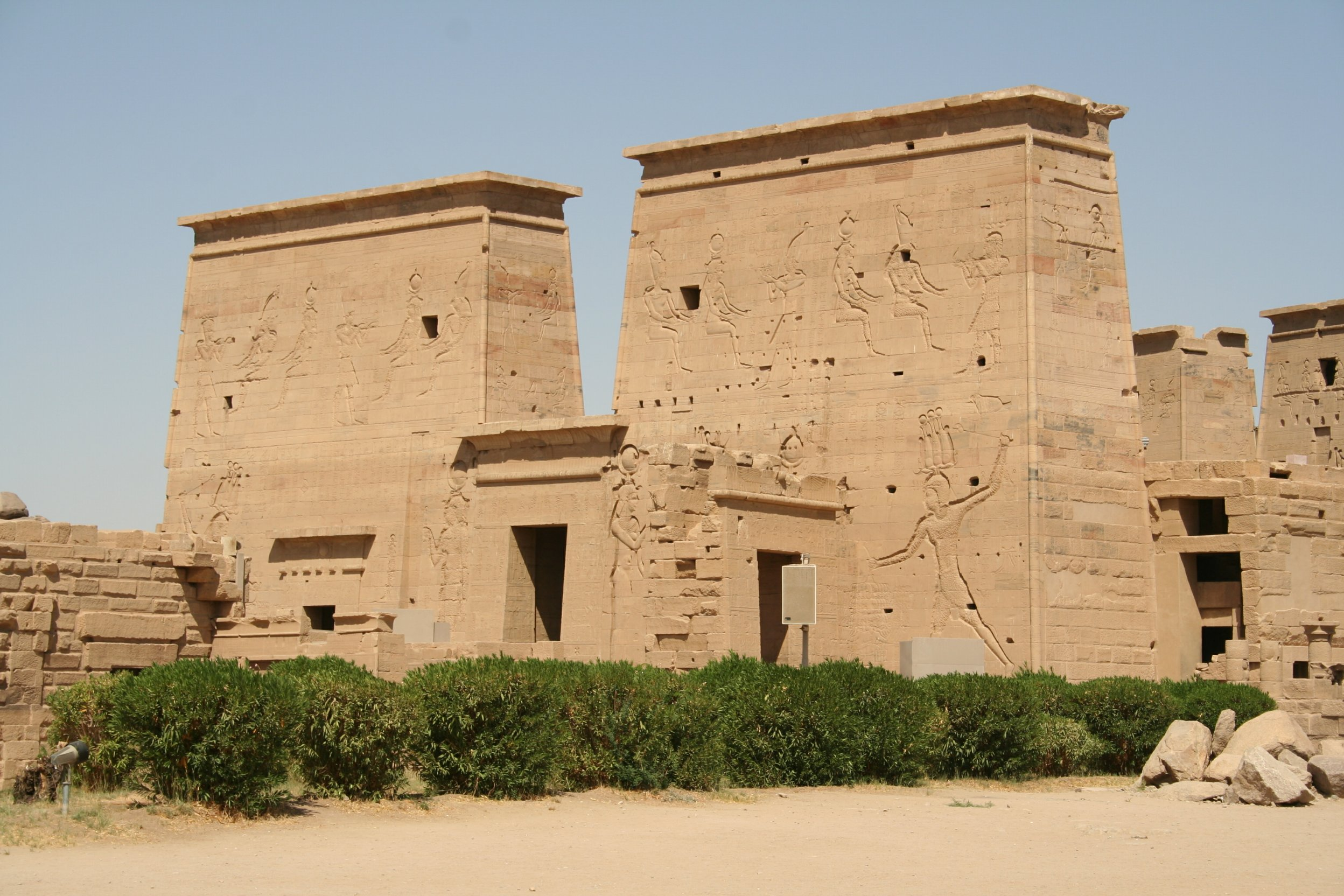
Templul lui Isis, Philae
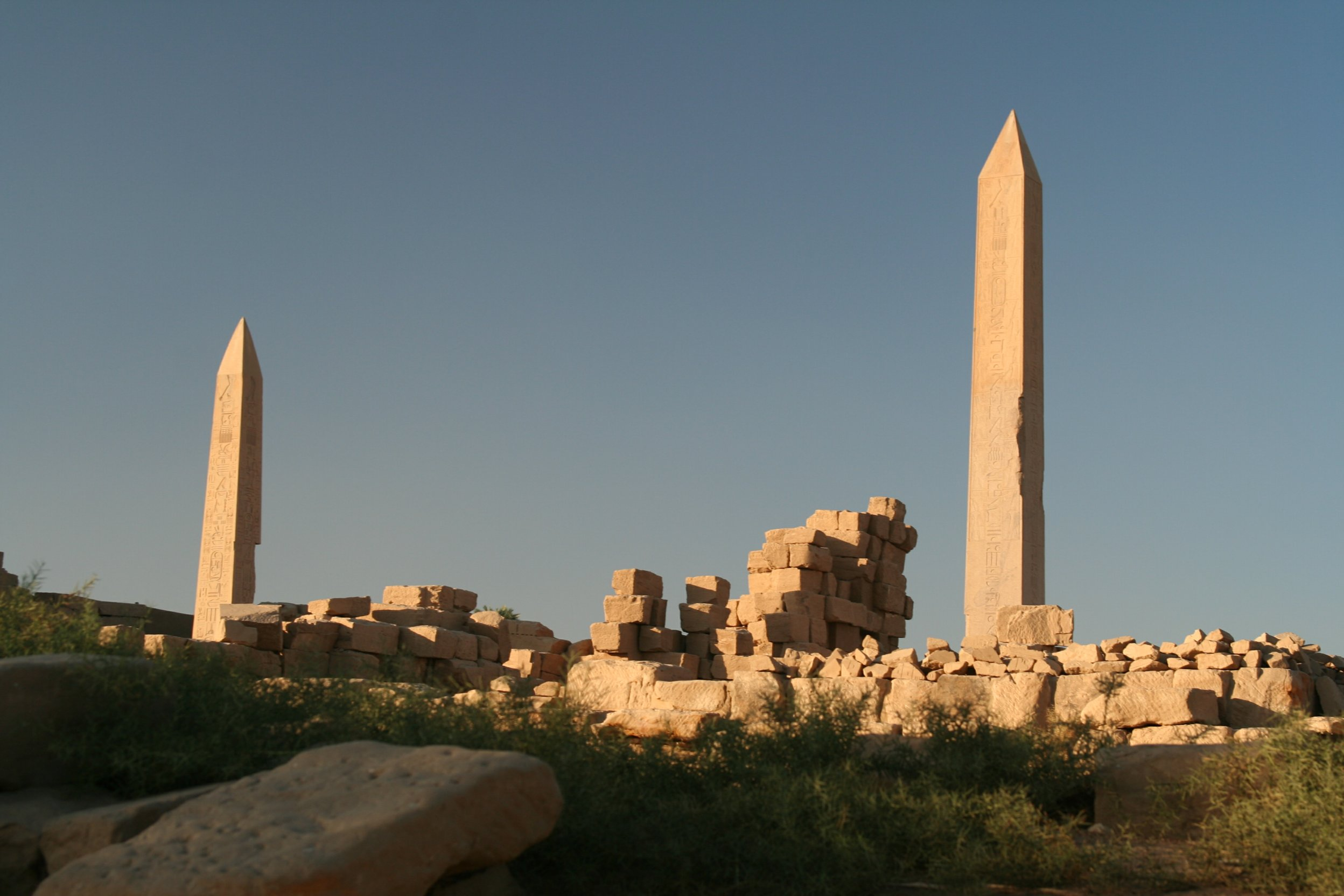
Templul din Karnak, Luxor
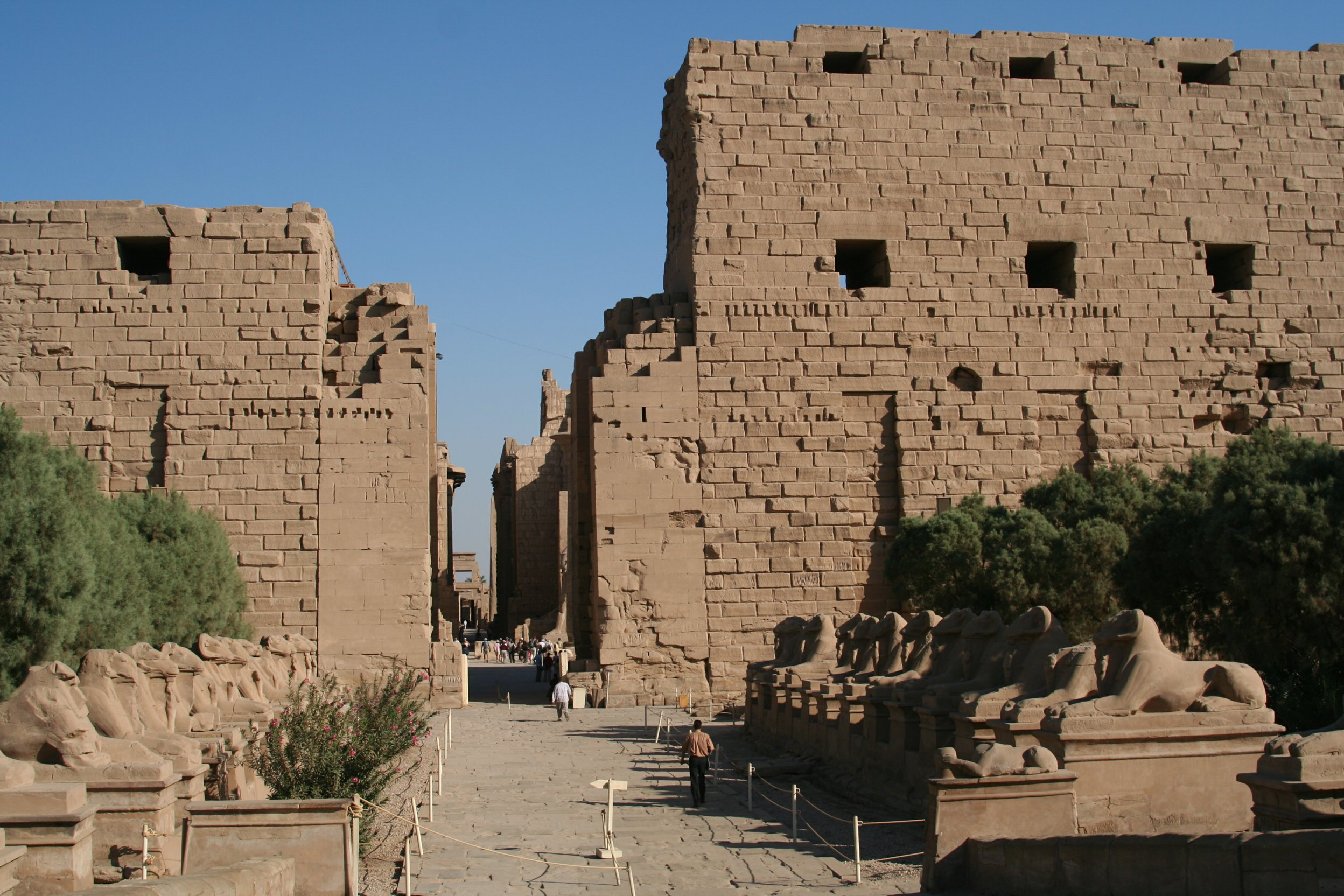
Templul din Karnak, Luxor
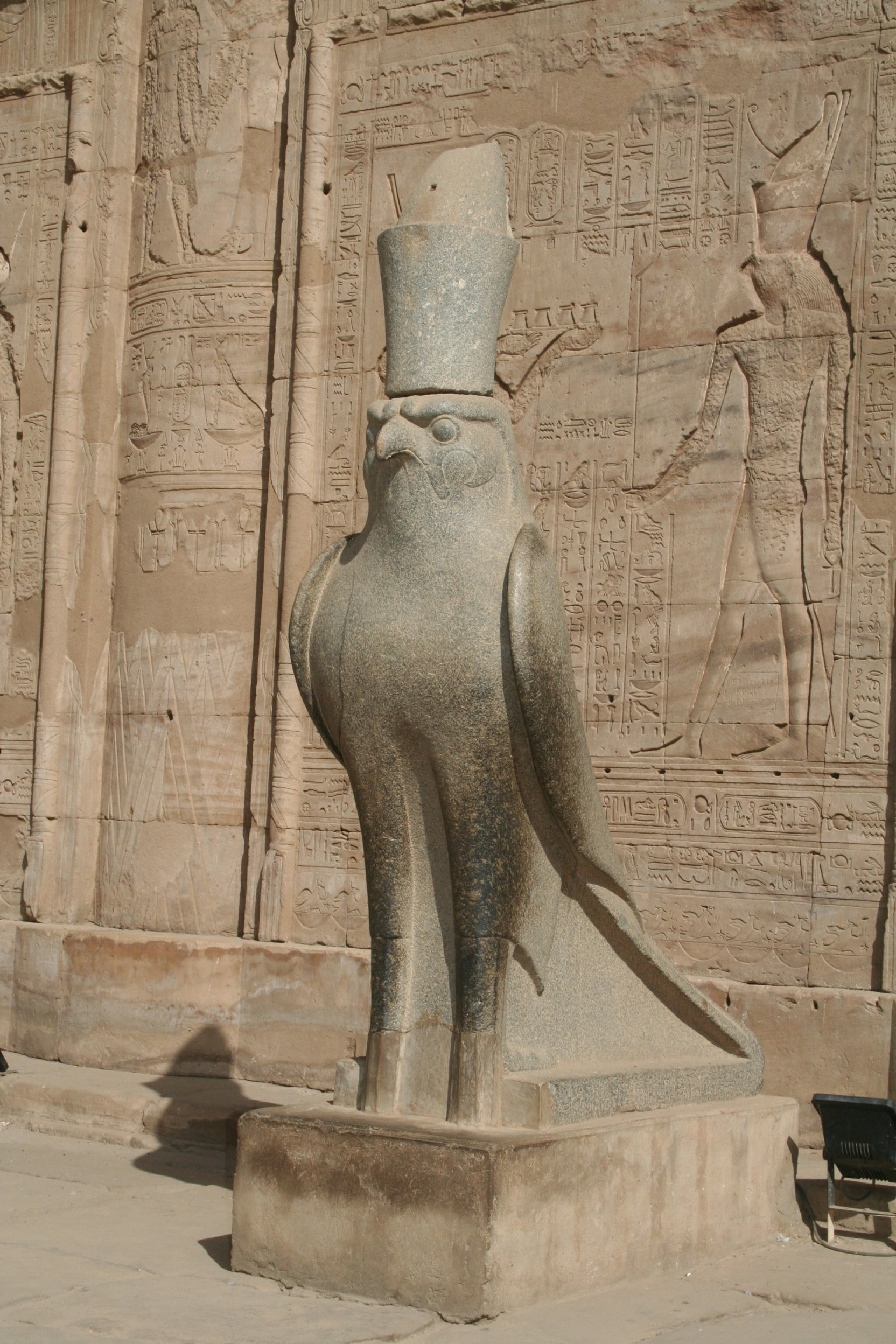
Templul lui Horus, Edfu
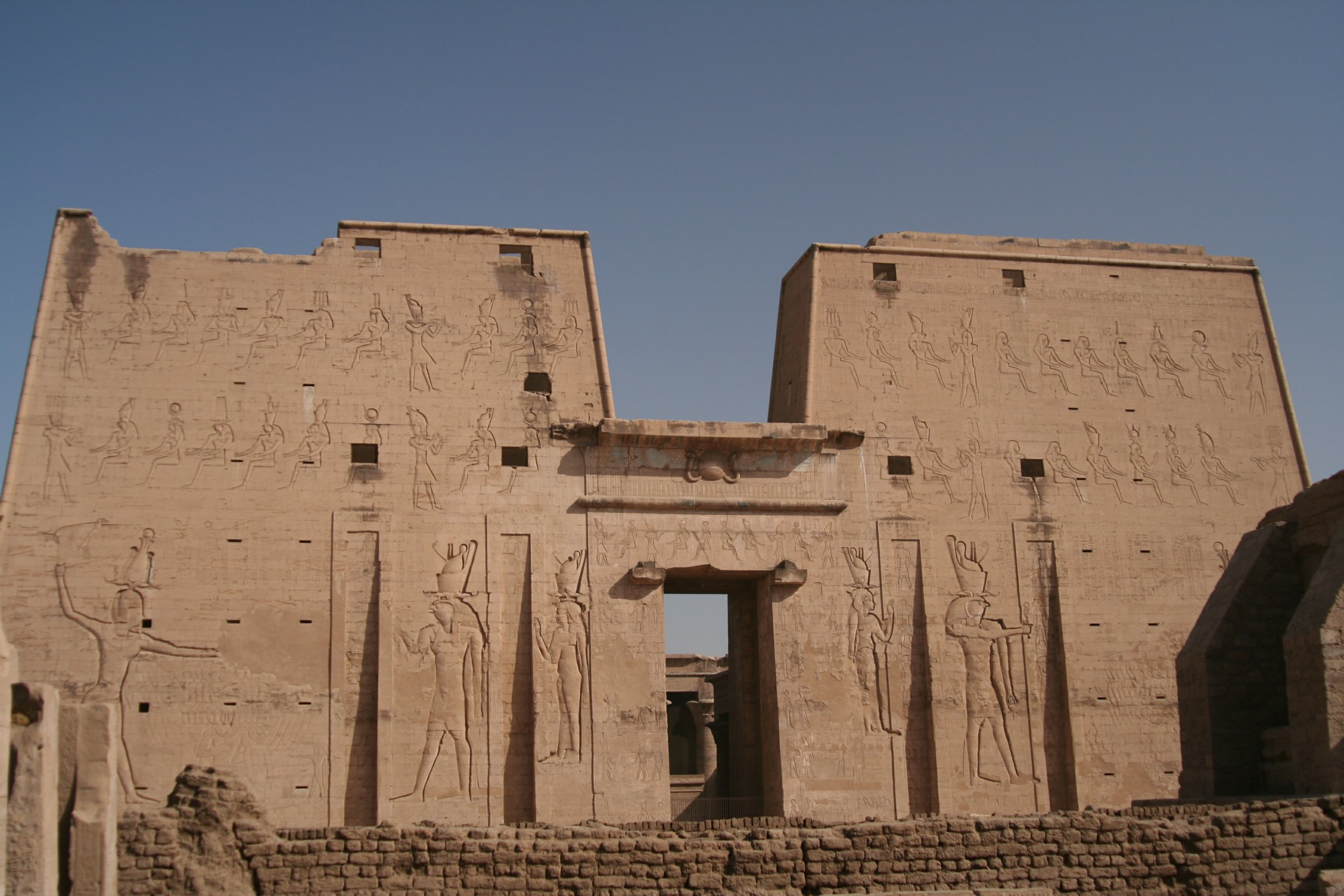
Templul lui Horus, Edfu
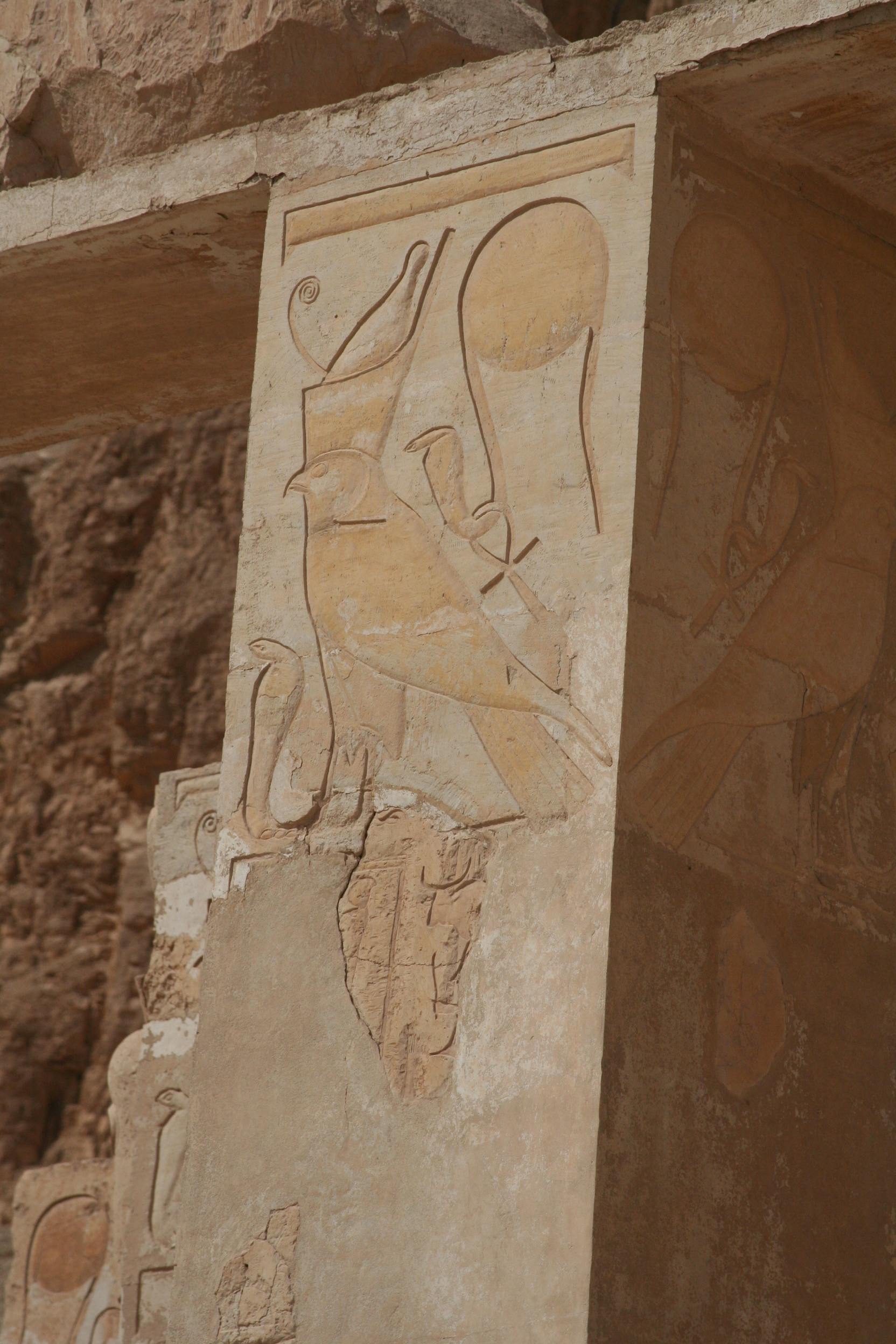
Templul lui Hatshepsut
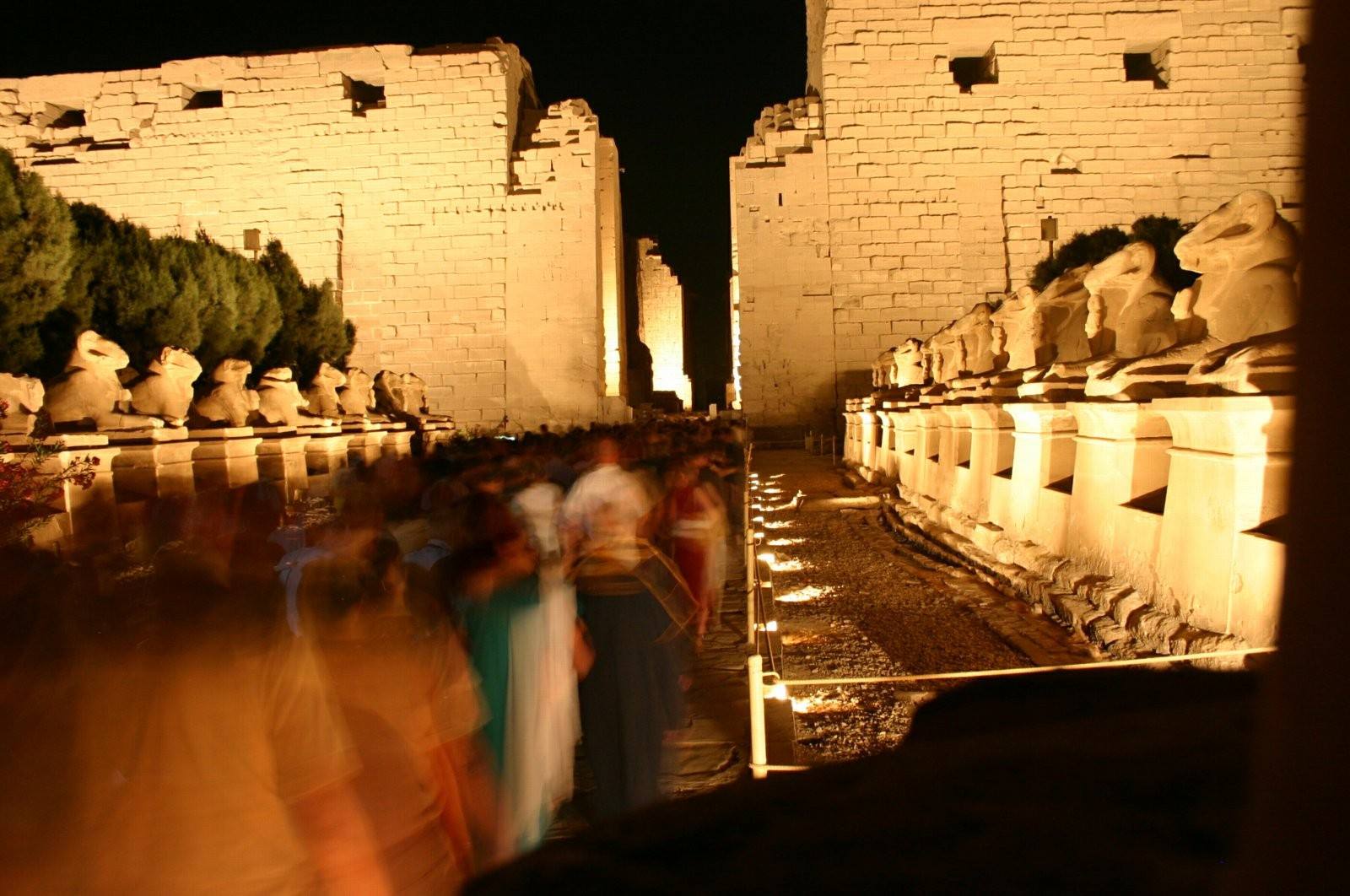
Templul din Karnak noaptea
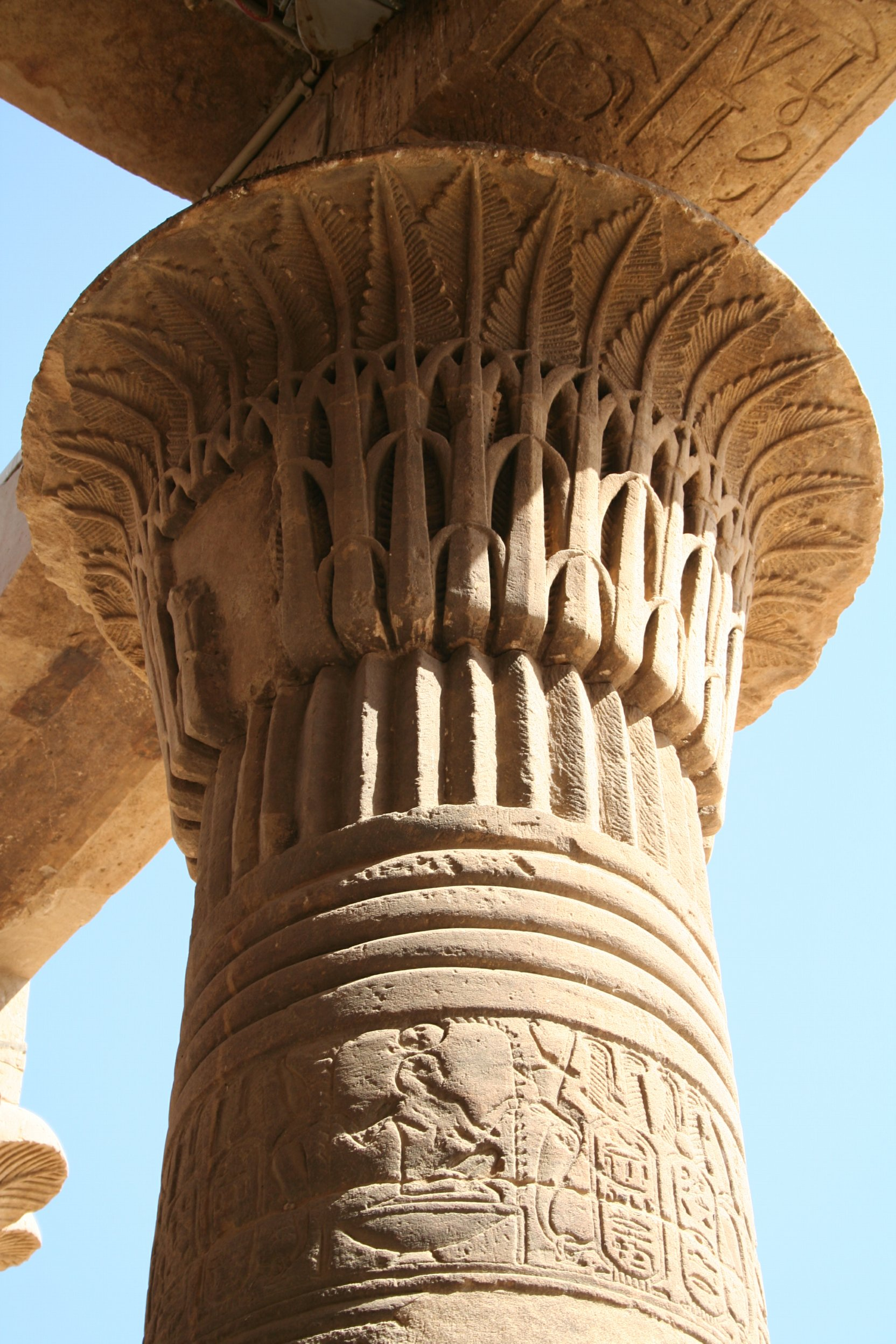
Templul Philae
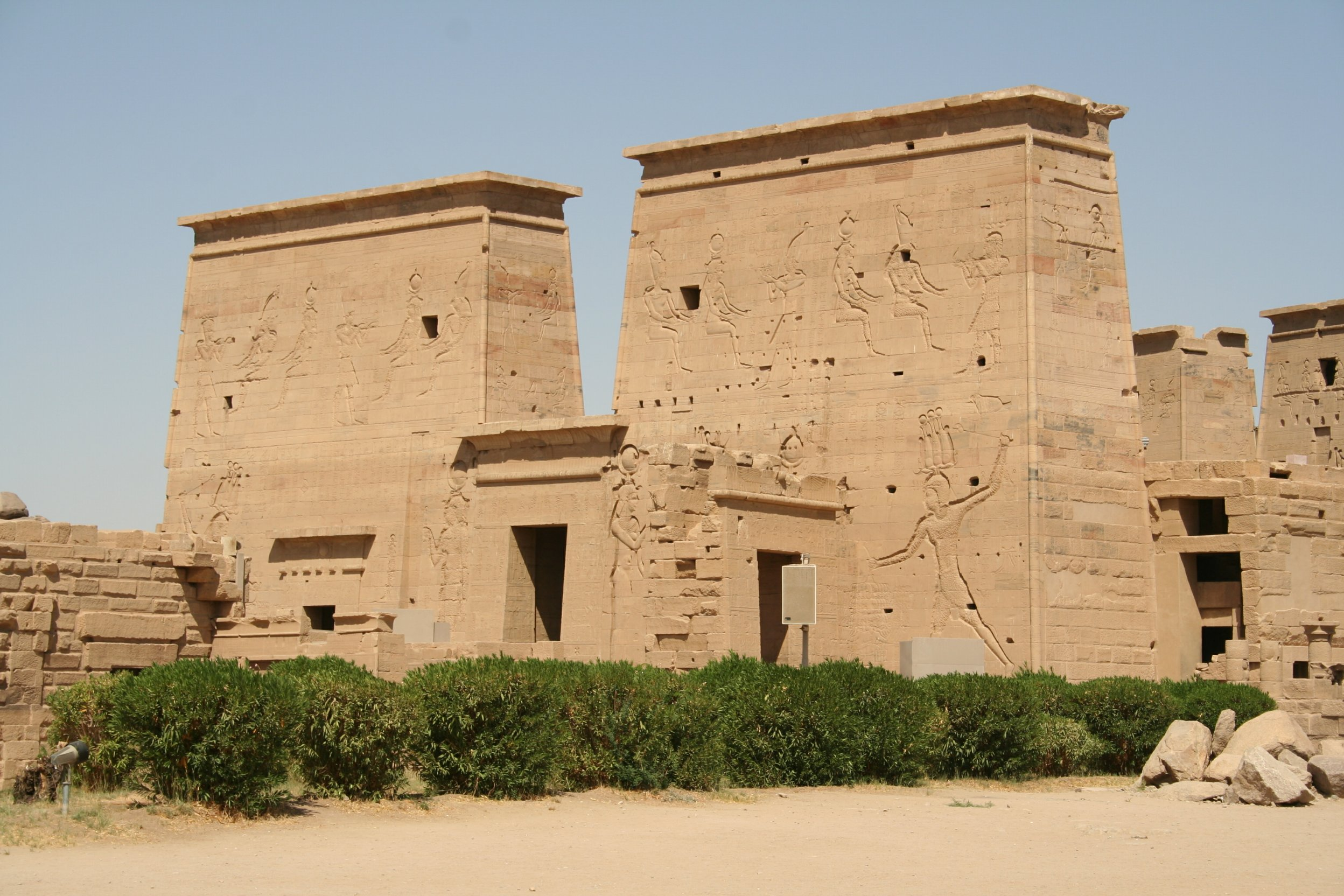
Templul Philae
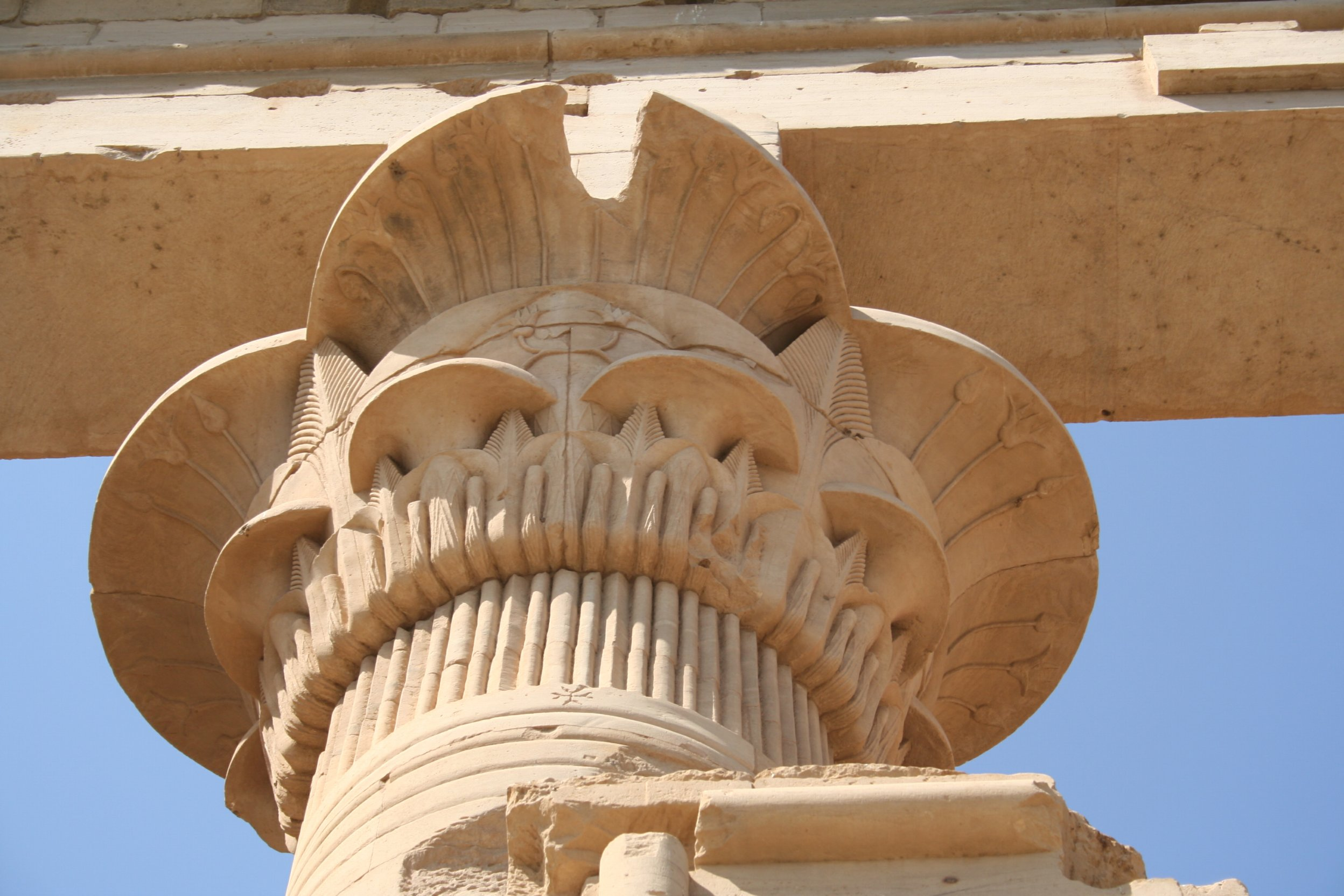
Templul Philae
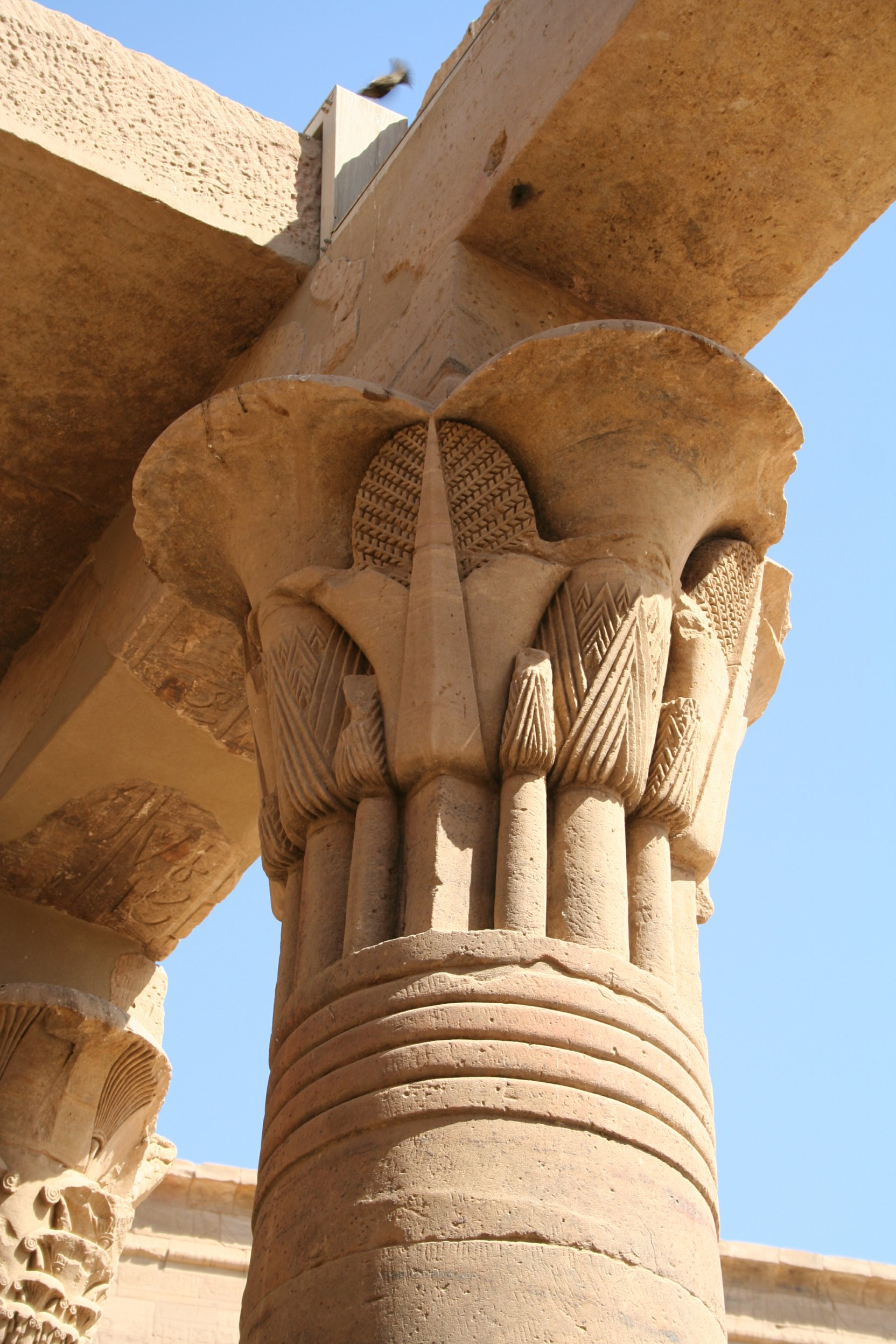
Templul Philae